# Albert-Ludwigs-Universität Freiburg
Die Albert-Ludwigs-Universität Freiburg (Abkürzung: UFR) wurde am 21. September 1457 von Albrecht VI. gegründet und ist eine der ältesten Universitäten Deutschlands. Sie bietet das Fächerspektrum einer Volluniversität an.
Die Universität besitzt eine lange Tradition und genießt national wie international eine hohe akademische Reputation. Unter den Lehrenden befanden sich u. a. 10 Nobel- und 15 Gottfried-Wilhelm-Leibniz-Preisträger, insgesamt ist die Albert-Ludwigs-Universität Freiburg mit 23 Nobelpreisträgern assoziiert.

## Geschichte

### Die Anfänge

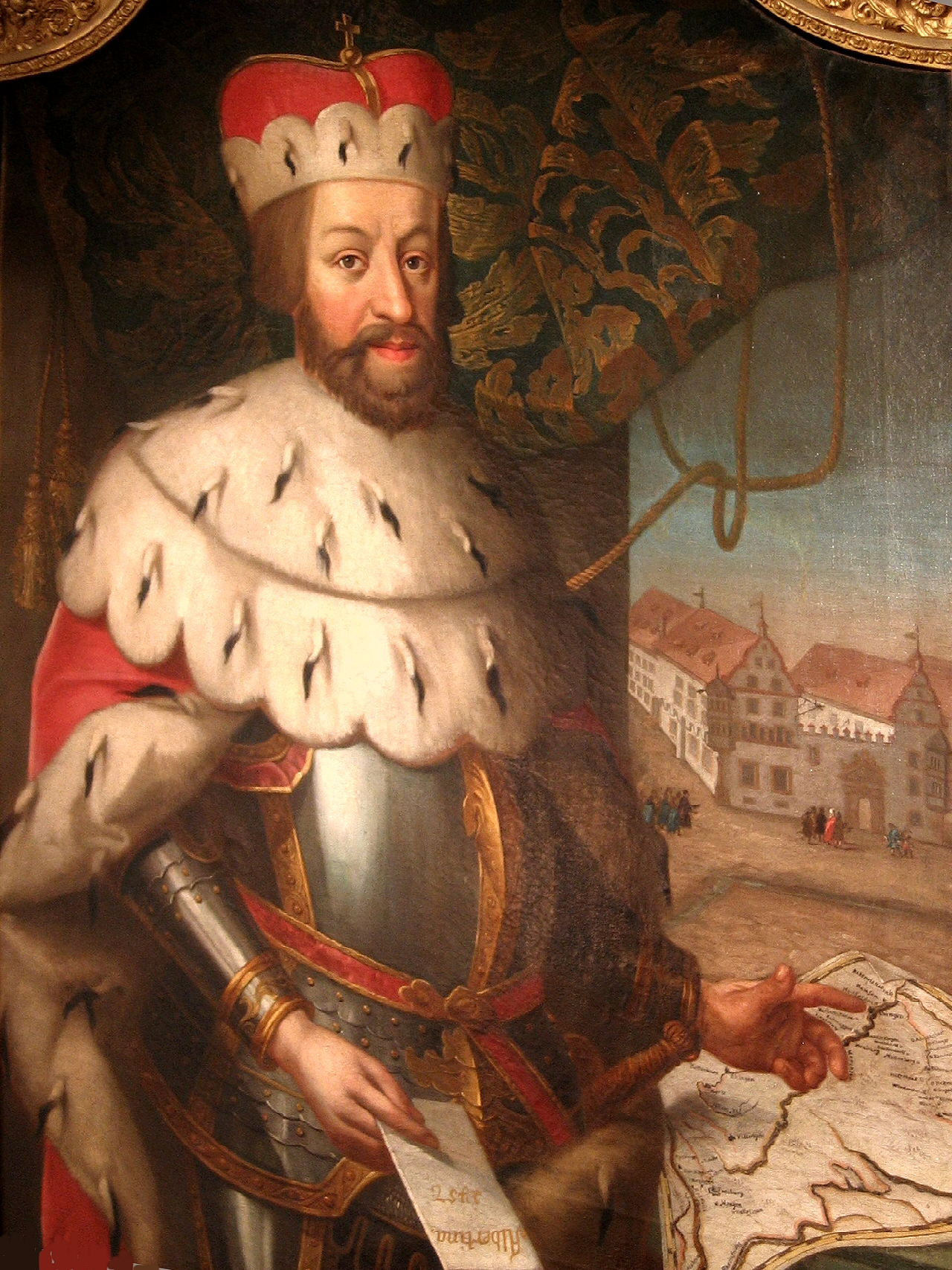
Universitätsgründer Albrecht VI. von Österreich. Im Hintergrund das alte Hauptgebäude der Albertina auf dem Franziskanerplatz (heute Neues Rathaus)

Am 20. April 1455 entsprach Papst Calixtus III. der Bitte Erzherzog Albrechts VI. von Österreich, in dem zur Diözese Konstanz in Vorderösterreich gehörenden Freiburg ein studium generale einzurichten, dass dieses nicht nur dem ihm unterstellten Staat und den Einwohnern seiner Länder, sondern auch dem Nutzen und der Wohlfahrt anderer Weltgegenden dienen sollte. Der Papst ertheilt dem Bischof Heinrich von Konstanz die Vollmacht, nach genauer Erkundigung und Befund der Umstände das Nöthige zu verfügen. Der örtlich zuständige Bischof hatte gewöhnlich die Universitätsaufsicht, mit der er den von ihm eingesetzten Kanzler beauftragte, der wiederum einen Universitätsprofessor als Vizekanzler die Geschäfte führen ließ. Dass die gebildete und kunstsinnige Gemahlin Albrechts, Mechthild von der Pfalz, die treibende Kraft zur Gründung der nach ihrem Stifter „Albertina“ (latinisierte Form des Namens Albrecht) genannten Universität gewesen sei, ist heute umstritten. Mechthild hatte allerdings 20 Jahre später ihren Sohn aus erster Ehe Eberhard zur Gründung der Universität Tübingen angeregt. Nach neuester Meinung von Konstantin M. Langmaier gründete Albrecht VI. die Universität, um den Zuzug in die hochverschuldete Stadt Freiburg zu fördern und damit deren fiskalische Möglichkeiten zu verbessern.
In der Stiftungsurkunde vom 21. September 1457 betonte Albrecht, er wolle mit andern christlichen Fürsten graben helfen den Brunnen des Lebens, daraus von allen Enden der Welt unversiegbar geschöpft werde erleuchtendes Wasser tröstlicher und heilsamer Weisheit, zu Erlöschung des verderblichen Feuers menschlicher Unvernunft und Blindheit. Finanziert werden sollte die Hochschule durch Einnahmen aus Kirchenlehen, welche die Habsburger der Universität abgetreten hatten. Dazu gehörten unter anderem die Pfarrkirchen von Freiburg, Breisach, Ensisheim und Winterthur. Da diese Gelder anfänglich nicht flossen, musste die Stadt einspringen und den berufenen Professoren under der stat (Stadt) sigel sold, behusung und beholzung gewähren.
Nach den Vorbereitungsarbeiten Matthäus Hummels nahm die Universität den Unterrichtsbetrieb am 26. April 1460 auf. Hummel, zum ersten Rektor der Albertina gewählt, baute seine lateinischen Eröffnungsansprache auf den Spruch Salomons: Sapientia aedificavit sibi domum et excidit in ea columnas septem (Die hohe Weisheit hat ein Haus sich erbauet, hat ihrer Pfeiler ausgehaun sieben) auf. Im ersten Teil seiner Ansprache pries Hummel die Weisheit und das Streben nach Wahrheit, im zweiten prangerte er die mangelnde Bildung der Geistlichen der damaligen Zeit an und ging mit der Vetternwirtschaft des Adels scharf ins Gericht.

### Entwicklung im Mittelalter

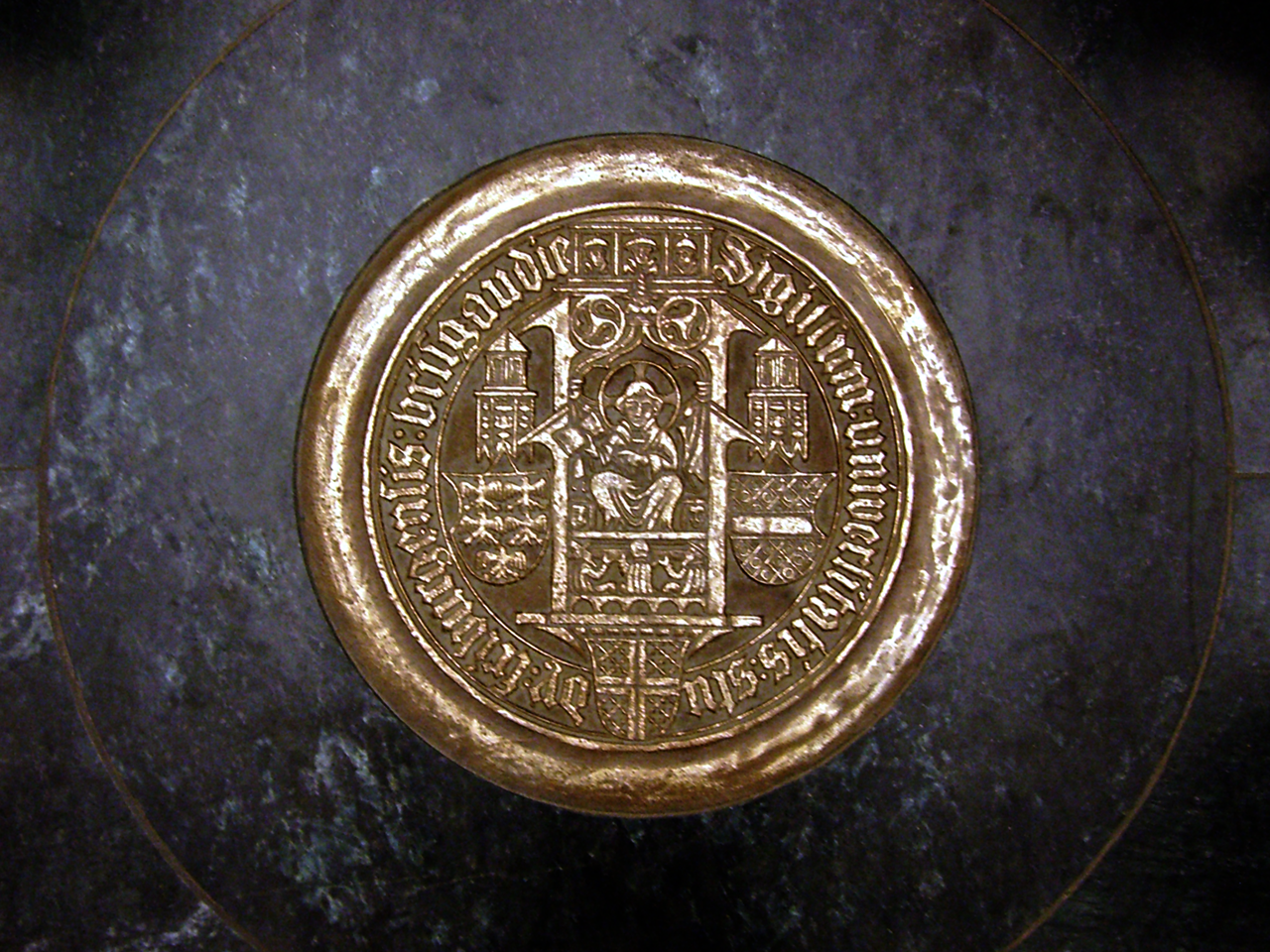
Siegel der Universität Freiburg im Eingangsbereich des Audimax

Freiburg war nach Wien die zweite österreichisch-habsburgische Universität. Wie alle mittelalterlichen Hochschulen besaß die Albertina vier Fakultäten: Theologie, Jura, Medizin und Philosophie. Ein erfolgreiches Philosophiestudium in den Sieben Freien Künsten (Grammatik, Rhetorik, Logik, Arithmetik, Geometrie, Musik und Astronomie) mit dem Abschluss Baccalaureus artium war die Voraussetzung für ein weiteres Studium in den anderen drei Fakultäten. Die Zahl der Studierenden lag in den ersten Jahrzehnten bei etwa 140 Personen.
Das Siegel der Universität zeigt den lehrenden Christus im Tempel zu Jerusalem, der auf einem spätgotischen Thron sitzend in der Rechten die Heilige Schrift hält, auf welche er mit der linken Hand zeigt. Zuhörer sind, zu seinen Füßen und im Baldachin sichtbar, jüdische Schriftgelehrte (an den Hüten zu erkennen). Den Thron flankieren zwei Türme, die als Andeutung von Jerusalem (oder des dortigen Tempels) zu verstehen sind. Die drei Wappen deuten auf die an der Gründung Beteiligten hin: Auf der rechten Seite Christi das Wappen der österreichischen Herzogtümer, auf der anderen Seite der habsburger Bindenschild und unten das Wappen von Freiburg. Die Umschrift besagt, dass dies das Siegel der Universität Freiburg ist (in Latein). Es wurde schon kurz nach Gründung der Universität verwendet (1462 belegt) und ist fast unverändert bis heute gültig.
In den folgenden Jahren entwickelte sich die Albertina zu einer Bildungsstätte von Rang mit Professoren wie dem Kartäusermönch Gregor Reisch, der im Jahre 1503 das Lehrbuch der Artistenfakultät, die Enzyklopädie Margarita Philosophica herausbrachte. Reisch unterrichtete so bedeutende Schüler wie Johannes Eck, den späteren Gegner Luthers, Martin Waldseemüller, den „Erfinder“ des Namens Amerika, und Sebastian Münster, den Verfasser der bekannten Cosmographia.
Die äußeren Umstände waren in dieser Zeit jedoch ungünstig, denn mehrfach suchte die Pest die Stadt Freiburg heim, sodass die Universität zeitweise auswandern musste. 1492 erwog man sie dauerhaft nach Rheinfelden zu verlegen. Diese Überlegung erhielt 1496 neuen Auftrieb, als es zu Zerwürfnissen zwischen Stadt und Universität kam. Doch bewegte die Anwesenheit Kaiser Maximilians I. beim Reichstag in Freiburg – er war der Hochschule wohlgesinnt – die Stadt zum Einlenken. 1501 wurde die Universität abermals wegen eines Pestausbruchs zeitweise nach Rheinfelden verlegt.

### Die Reformation
Seit ihrer Gründung hatte die Universität einen geistigen Kampf für kirchliche Reformen geführt. Deshalb begrüßte so mancher Freiburger Professor, die in klarer verständlicher Sprache formulierten, die theologischen Lehren des Reformators Martin Luther, so auch Philipp Engelbrecht, der in Luther „den größten Apostel unsrer Tage“ sah. Engelbrecht heftete am 5. September 1521 einen Zettel mit folgendem Knittelvers an das Universitätsgebäude:

„Lutherum ut redimas, Hembd, Schuh, Buch, omnia vendas“

„Daß Luthers Schriften kannst gewinnen Du, Verkaufe alles: Bücher, Hemden, Schuh.“

Auch Huldrichus Zasius las anfänglich begeistert Luthers Schriften, doch als die Universität das Wormser Edikt befolgte, entwickelte er sich zum Gegner der Reformation und bezeichnete Luther als von allen zweibeinigen Geschöpfen das nichtswürdigste. Der Stadtrat ordnete Hausdurchsuchungen an und ließ auf dem Münsterplatz durch den Scharfrichter rund 2000 Bücher reformatorischen Inhalts verbrennen.
Anlässlich seines Besuchs am 13. Mai 1524 bestellte Erzherzog Ferdinand bei der Universität ein Gutachten zur Bekämpfung der kirchlichen Lehrsätze der Neuerer. Es wiederholte im ersten Teil altbekannte katholische Dogmen, im zweiten Teil jedoch prangerten die Gutachter die Missstände in der Kirche an. Sie schlossen ihre Schrift mit dem Wunsch von einer umsichtigen und kräftigen Handhabung dieser von ihnen beantragten Punkte eine neue, Allen wohlgefällige Gestaltung der Kirche Christi erwarten zu dürfen. Dieses Gutachten ist nie verwendet worden.
Als 1529 die Reformation in Basel mit dem Bildersturm ihren Höhepunkt erreichte, flohen Erasmus von Rotterdam und mit ihm viele Professoren der dortigen Universität ins katholische Freiburg. Die Basler Hochschule blieb daraufhin bis 1532 suspendiert. 1567 kam Erzherzog Ferdinand von Österreich als Landesherr der Vorlande nach Freiburg und verlangte die Durchführung der Bestimmungen des Augsburger Religionsfriedens cuius regio, eius religio. Die Universität erklärte, fortan keinen mehr als Angehörigen dulden zu wollen, der sich nicht zum Tridentiner Glaubensbekenntnis bekennen wolle. Bis auf Johann Thomas Freigius, der sich nach Basel begab, regte sich kein Widerstand. Die Zahl der Studenten nahm hierdurch in den folgenden Jahren aber erheblich ab.

### Jesuitenkolleg
Schon 1577 hatte Erzherzog Ferdinand II. der Universität geschrieben, „daß er in seinen vorderöstreichischen Landen ein Collegium der Sociität Jesu zu errichten gedenke“. In jener Zeit hatte sich die Universität erfolgreich gegen das Eindringen der Jesuiten gewehrt. Besonders Professor Jodocus Lorichius hatte hierbei für die Unabhängigkeit der Hochschule gekämpft. Als jedoch an den benachbarten Hochschulen in Basel und Heidelberg der reformierte Glauben gelehrt wurde sowie Tübingen und Straßburg evangelisch geworden waren, wollte Erzherzog Leopold die vorderösterreichische Universität mit Hilfe der Jesuiten im alten Glauben religiös aufrüsten. Diesmal war aller Widerstand zwecklos, da der Erzherzog persönlich in Freiburg erschien. Die Einführungs-Urkunde der Jesuiten vom 16. November 1620 bestimmte: „Mit dem laufenden Schuljahr fangen die Väter der Gesellschaft an, die humanistischen Studien nebst der Philosophie vollständig und in der Theologie vorläufig zwei Stellen, mit ihren Lehrern zu besetzen“. So entwickelte sich die Albertina in den folgenden Jahrhunderten zu einem Bollwerk des katholischen Glaubens, was anfangs zwar eine moderne humanistische Geisteshaltung nach sich zog, sich mit den Jahren aber als hinderlich für Forschung und Wissenschaft auswirkte. Die Ordensleute drängten die bisherigen Inhaber der Lehrstühle, die ihnen zugesagt wurden, aus ihren Positionen. Ebenfalls im Jahr 1620 gründete die Medizinische Fakultät einen Botanischen Garten, eine Einrichtung, die an verschiedenen Standorten bis heute weitergeführt wird.

### Studium Gallicum

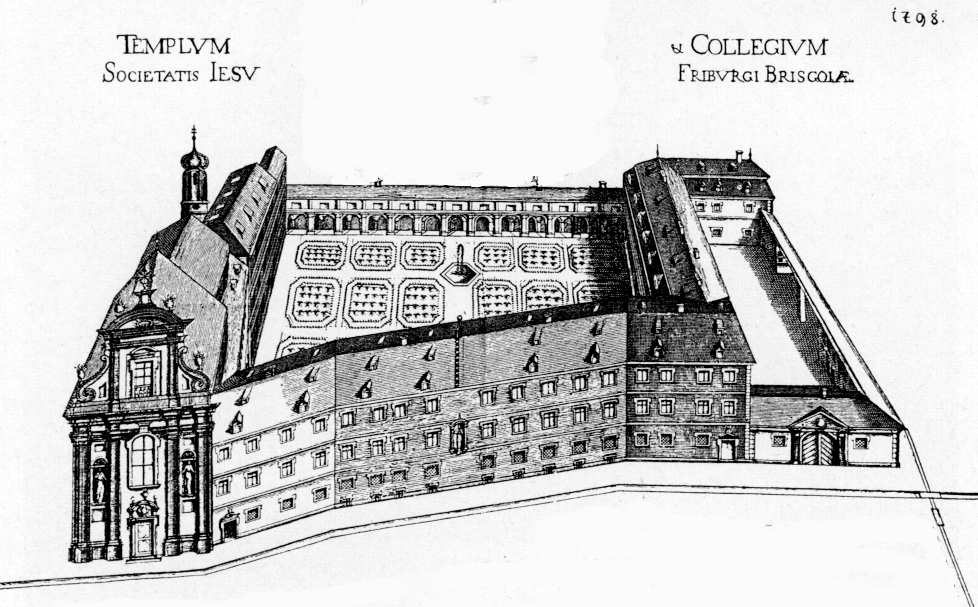
Bauten der Jesuiten entlang der Bertoldstraße. Der 1682 begonnene Neubau der Jesuitenkirche wurde 1689 eingeweiht. Die Fertigstellung des gesamten Gebäudekomplexes dauerte jedoch noch bis zum Jahre 1750

Im Nimweger Frieden 1679 wurde Freiburg eine französische Stadt. Ludwig XIV. missfiel die österreichische Universität. Er gab den Jesuiten freie Hand, ein Studium gallicum einzurichten, und das nötige Geld für neue Bauten. Mit diesem zweisprachigen Studium eröffnete die Hochschule am 6. November 1684 wieder ihre Tore, während die ehemaligen Freiburger Professoren, die nach Konstanz geflohen waren, erst am 11. November 1686 dort den Universitätsbetrieb aufnahmen. Mit dem Frieden von Rijswijk (1697) wurde Freiburg wieder österreichisch und auch die Universität kehrte in die Stadt zurück. Der Frieden währte allerdings nicht lange, da Freiburg 1713 im Spanischen Erbfolgekrieg durch den Herzog von Villars belagert und eingenommen wurde. Die Studentenschaft hatte an der Verteidigung der Stadt teilgenommen und die Hochschule siedelte abermals nach Konstanz über, konnte aber 1715 zurückkehren.

### Reformen

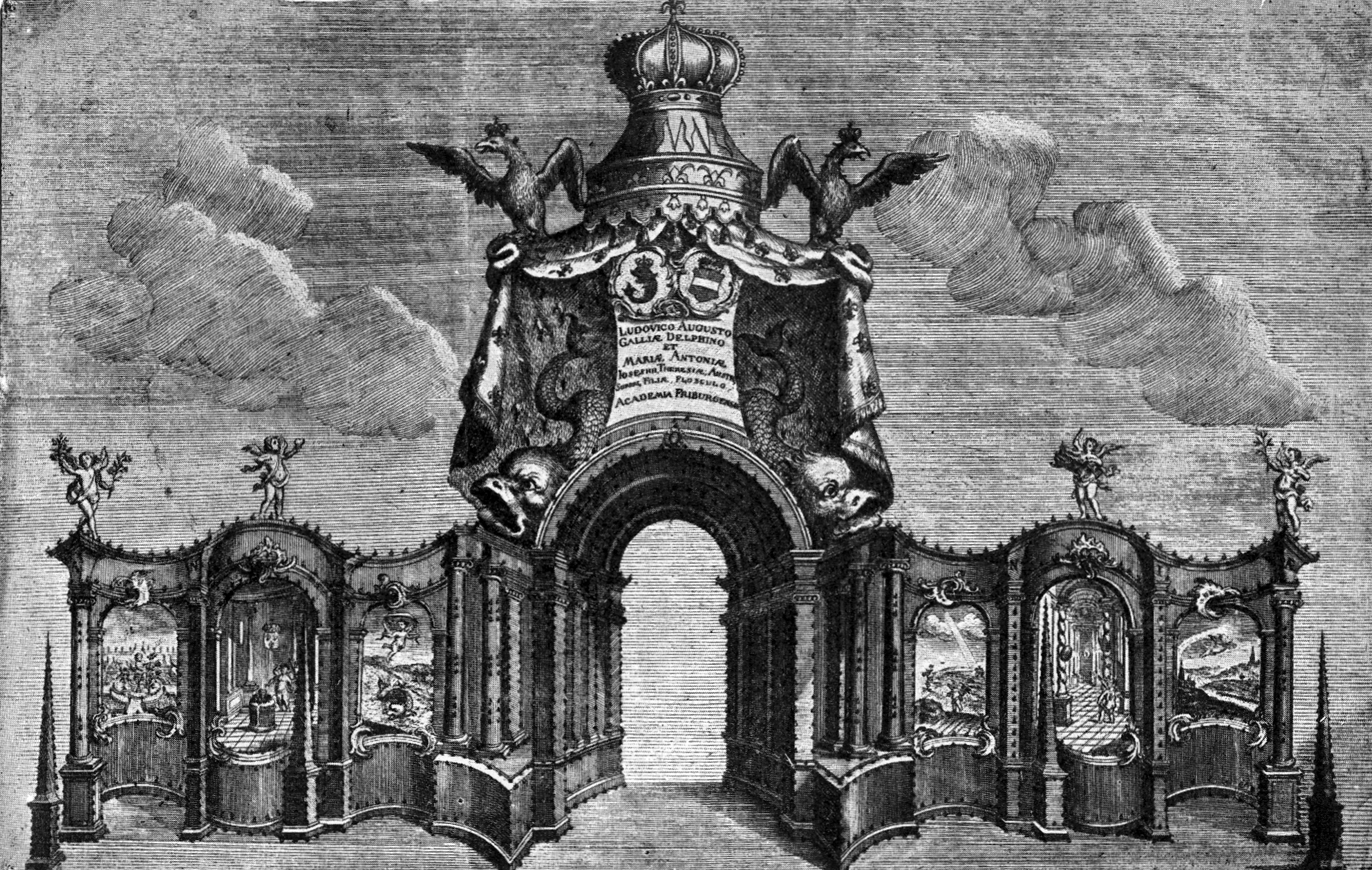
Ehrenpforte der Universität für Marie-Antoinette; Kupferstich von Peter Mayer (1770)

Mit dem Neuanfang waren Reformen angesagt, um die Freiburger Universität im deutschen Sprachraum für Söhne des Adels so attraktiv zu machen wie etwa die protestantischen Universitäten Halle und Göttingen, deren Bildungsangebot breit gefächert war. Die breisgauischen Landstände übernahmen hier die Initiative und finanzierten Lektorenstellen in der juristischen Fakultät für Naturrecht und Geschichte. Extraordinariate für Zivil- und Kriminalprozesse, Zivil- und Militärarchitektur, öffentliches Recht und Lehensrecht, an denen in Deutsch und nicht mehr in Latein unterrichtet werden sollte, Tanz- und Fechtmeister sowie Sprachmeister für Französisch und Italienisch komplettierten das Angebot. Diese Maßnahmen färbten auf die Wiener Universität ab, für die Maria Theresia 1749 eine neue Studienordnung mit noch weitergehenden Reformen erließ, denn das Festhalten an den alten Lehrmethoden, die noch weitgehend der mittelalterlichen Praxis entsprechen z. B. das Vorlesen von Texten, hatte das Niveau der österreichischen hinter dem der ausländischen Universitäten zurückfallen lassen. Als die Wiener Studienordnung 1752 auch für die Albertina verbindlich werden sollte, widersetzte sich die Professorenschaft. Deshalb beschloss Kaiser Joseph II. 1767, die geforderten Unterrichtsreformen zu erzwingen. Er ernannte den energischen Regierungsrat Hermann von Greiffenegg zum landesherrlichen Kommissar der Freiburger Universität, um die Hochschule endlich in größeren Flor zu bringen. Der Kaiser suspendierte die bestehende Universitätsverfassung und entließ den Senat. Eine oktroyierte allerhöchste Einrichtungsresolution und die Einsetzung eines neuen Senats durch die Regierung schränkte die Autonomie der Universität massiv ein.
Im Jahre 1768 wurde Franz Joseph Bob zum Professor für Kameral- und Polizeiwissenschaft bestellt.
Ein Höhepunkt im Universitätsleben war der Besuch Marie-Antoinettes 1770 in Freiburg auf ihrer Reise von Wien nach Paris zur Hochzeit mit dem Dauphin Louis Auguste, dem späteren Ludwig XVI. Die Albertina errichtete eine Ehrenpforte im Rokokostil vor dem damaligen Hauptgebäude (heute Neues Rathaus) auf dem Franziskanerplatz (heute Rathausplatz). Im Festsaal des Jesuitenkollegiums fanden zu Ehren der erst 14-jährigen Tochter Maria Theresias Konzerte und Theateraufführungen ohne Caressen statt.
1773 wurde der Jesuitenorden in den habsburgischen Erblanden aufgehoben und die Universität Freiburg so aus dessen Einfluss gelöst. Allerdings galt es nun, den Bestrebungen der Benediktiner nach Macht über die Hochschule entgegenzutreten. Zuerst wurde der Versuch, die theologische Fakultät herauszulösen und mit dem Konstanzer Lyzeum zu verschmelzen, abgewehrt, später das Bestreben der Benediktiner, die Lehrstühle der theologischen und philosophischen Fakultät für sich in Anspruch zu nehmen.

### Von der Albertina zur Albertina-Ludoviciana
Auch wenn Freiburg während der französischen Vorstöße über den Rhein und ihrer Einnahme 1796 schonend behandelt wurde und der Hochschule keine Kontributionen auferlegt wurden, bejubelte die Bevölkerung und die Studentenschaft noch im selben Jahr Erzherzog Karl von Österreich-Teschen, als dieser die Stadt zurückeroberte. Die Universität ernannte den Befreier der Stadt zum rector perpetuus. Allerdings hatte der französische Nationalkonvent die Güter der Universität im Elsass eingezogen und alle Bemühungen, sie wiederzuerlangen, scheiterten. Mit der von Napoleon verfügten Vergrößerung Badens im Frieden von Pressburg durch pfälzische und vorderösterreichische Gebiete erbte „Großbaden“ 1806 neben der Albertina auch die ältere Ruprecht-Karls-Universität Heidelberg. Der Fortbestand der Freiburger Universität schien gefährdet, weil das vergleichsweise kleine Baden mit dem Unterhalt zweier Hochschulen finanziell überfordert war. Zwar hatte Kurfürst Karl-Friedrich zur Frage der Auflösung einer der beiden Hochschulen geäußert: Mit nichten, sie gehören nicht unserem Lande allein, sie gehören der Menschheit an, doch gab es in den folgenden Jahren immer wieder Stimmen in der badischen Regierung, die Freiburger Universität zu schließen. Großherzog Ludwig von Baden gewährte der Albertina jedoch ab dem Jahr 1817 einen festen Etat und sicherte im Jahr 1820 noch einmal schriftlich ihren Bestand, nicht zuletzt durch den unermüdlichen Einsatz des Freiburger Professors Carl von Rotteck, der sein Anliegen zum Erhalt der Universität dem Großherzog mehrmals persönlich vortrug. Dem Großherzog war, neben den wissenschaftlichen Vorteilen einer zweiten Universität, vor allem der Gedanke wichtig, dass die beiden großen Konfessionen jeweils eine von ihnen geprägte Universität vorfinden sollten (die Universität Heidelberg war protestantisch geprägt).
Nach Albrecht/Albertus wurden das Gründungsdokument und das Gebäude, dann auch die Universität im 18. Jahrhundert (Albertina) benannt. Seit 1820, der 700-Jahr-Feier der Stadt Freiburg, hieß die Universität Albert-Ludwigs-Universität oder Alberto-Ludoviciana.

### Liberale Bestrebungen
Am 1. März 1832 trat in Baden ein liberales Pressegesetz in Kraft. Darauf erschien in Freiburg die Zeitung Der Freisinnige, in der sich die Herausgeber, die Professoren Carl von Rotteck und Carl Theodor Welcker, gegen die Karlsbader Beschlüsse wendeten und ihre liberalen Vorstellungen zur Freiheit und Einheit Deutschlands entwickelten. Unter dem Druck des Frankfurter Bundestages beschloss die Großherzogliche Regierung bereits am 19. Mai, dem hochverräterischen Treiben ein Ende zu machen. Die anschließenden Studentendemonstrationen hielten bis in den Frühherbst an, als am 12. September die Regierung wegen der verderblichen Richtung, welche die Universität seit längere Zeit in politischer und sittlicher Richtung genommen hat, die Schließung der Hochschule verfügte und Rotteck und Welcker am 26. Oktober in den Ruhestand versetzte. Nach dem Einkassieren der liberalen Hochschulverfassung eröffnete der Unterrichtsbetrieb wieder, nachdem eine zweckmäßige, die seitherigen Gebrechen beseitigenden Reorganisation der Universität, sowohl in ob- als auch in subjektiver Richtung stattgefunden hatte.

### Weitere Entwicklung

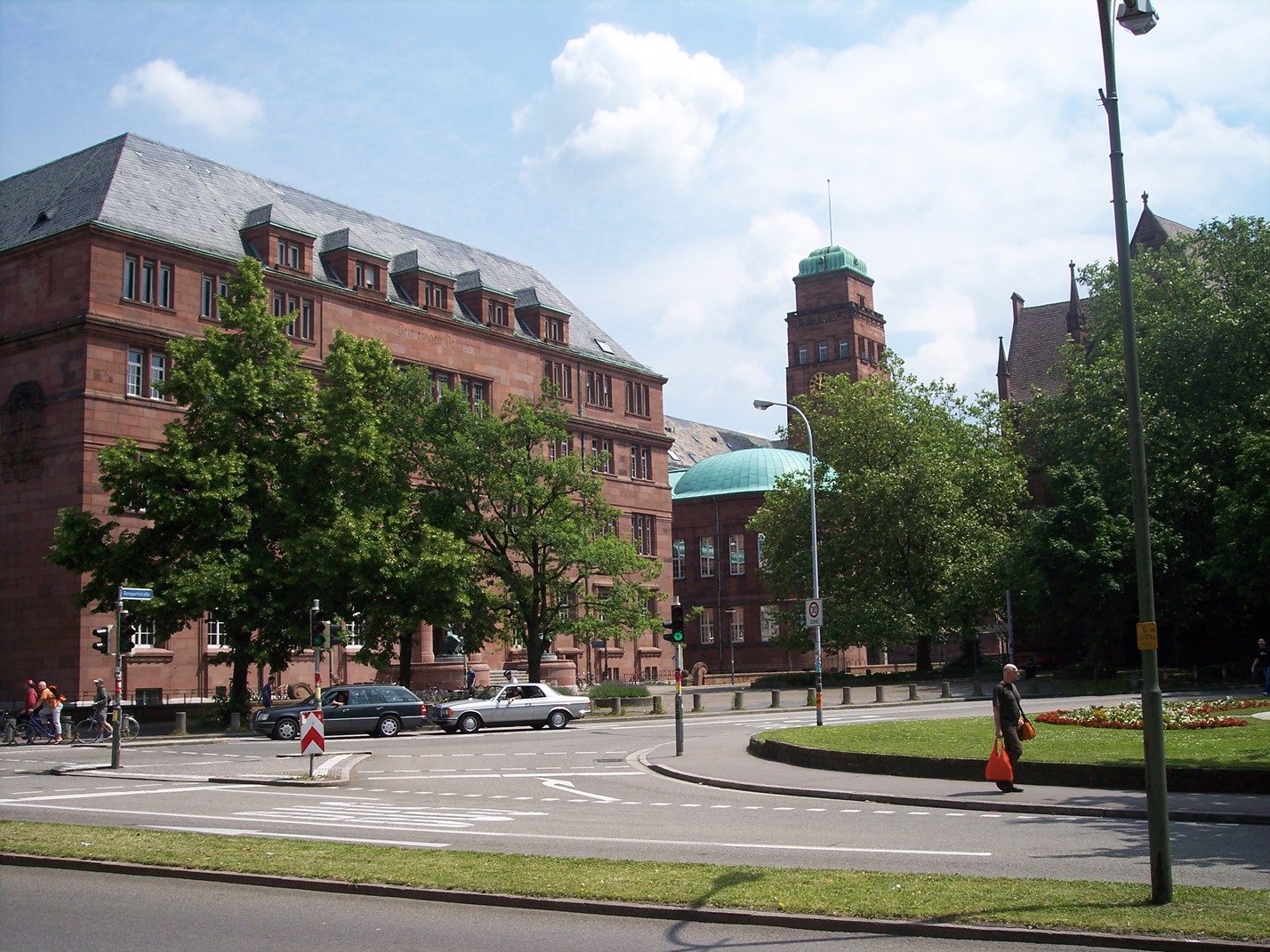
Kollegiengebäude I der Universität, 1911 als Universitäts-Hauptgebäude eingeweiht

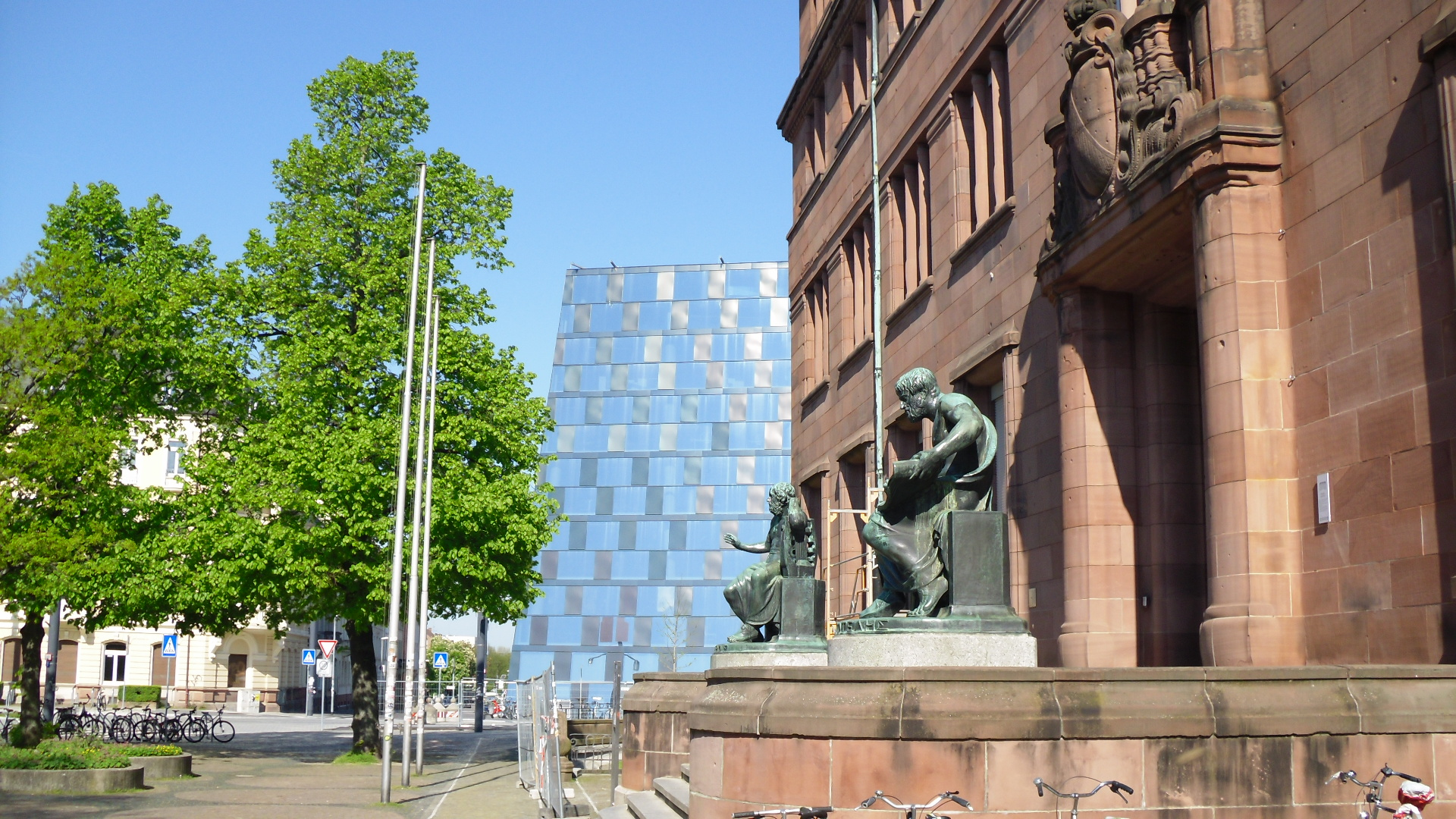
Der Haupteingang mit den Bronzefiguren „Homer“ und „Aristoteles“ von Cipri Adolf Bermann

Belief sich die Zahl der an der Universität Freiburg Studierenden im Jahre 1850 noch auf 378 (288 badische Inländer, 90 Ausländer), stieg sie ab den 1880er Jahren stark an. Kurz vor dem Ersten Weltkrieg zählte die Universität 3000 Studenten. Zu Beginn des 20. Jahrhunderts war die Anlage von zahlreichen Neubauten für den modernen Universitätsbetrieb notwendig. Dabei entschied man sich bewusst gegen die Anlage eines zentralen Campus und setzte dagegen architektonische Akzente in der Freiburger Altstadt und ihrer Umgebung. Das Kollegiengebäude I, Hauptgebäude und Sitz der Theologischen sowie der Philosophischen Fakultät, ist ein Bauwerk im Jugendstil. Es wurde 1907–1911 nach Plänen von Friedrich Ratzel und Hermann Billing errichtet. Mit seiner roten Sandsteinfassade und dem Turm, in dem auch zwei Karzerräume untergebracht sind, zählt es bis heute zu den markantesten Bauten der Stadt. Der Eingang wird durch Skulpturen von Homer und Aristoteles flankiert, die 1915 vom Vöhrenbacher Bildhauer Cipri Adolf Bermann geschaffen wurden. Darüber befindet sich die Inschrift: „AEDEM A PATRE STUDIIS DEDICATAM EREXIT FRIDERICUS II“ ('Dieses den Studien gewidmete Gebäude wurde vom Landesvater Friedrich II. [Großherzog von Baden] errichtet'). An der Westfassade, über den Fenstern der Aula, ist das Universitätsmotto eingemeißelt: „DIE WAHRHEIT WIRD EUCH FREI MACHEN“ (Joh 8,32 ).

### Zeit des Nationalsozialismus

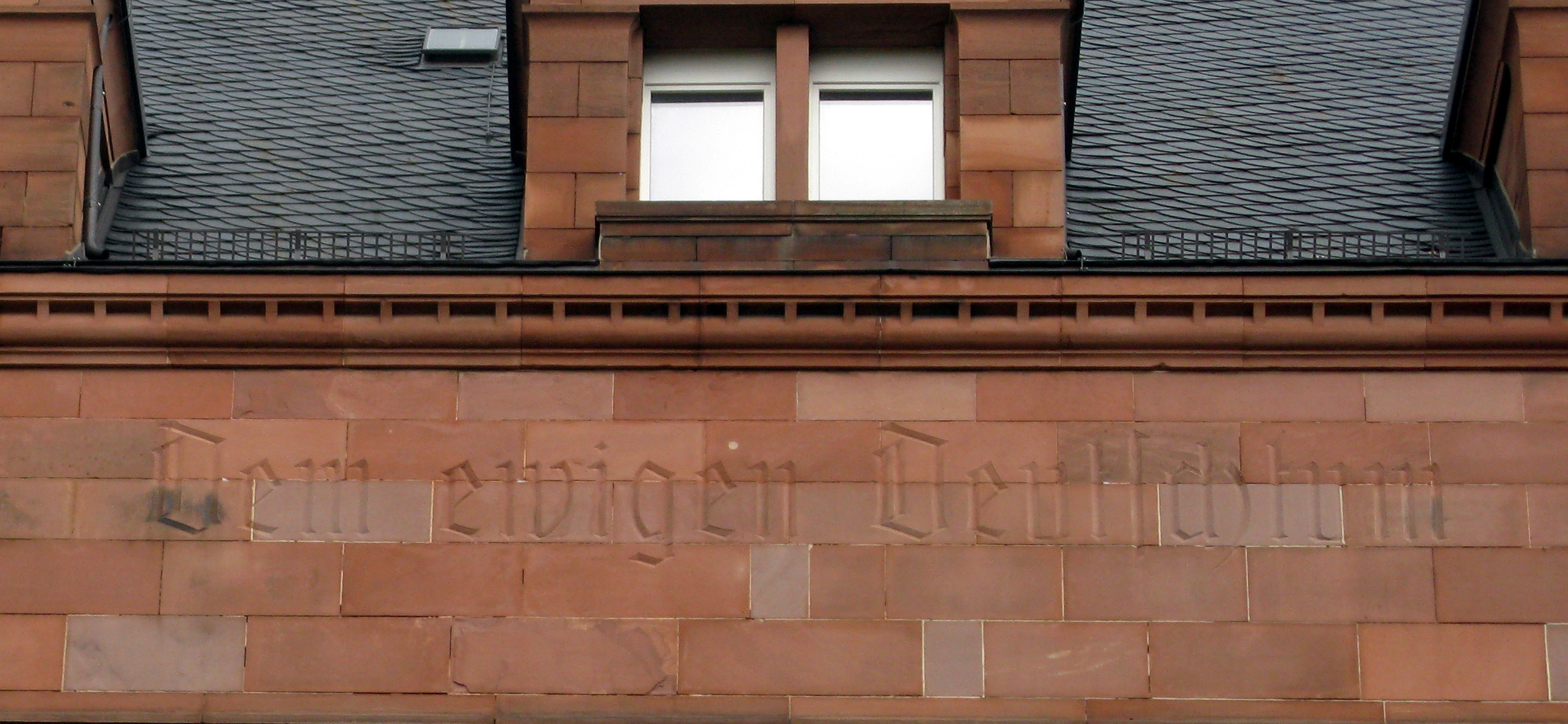
Inschrift Dem ewigen Deutschtum

Während der Zeit des Nationalsozialismus entließ die Universität im Zuge der 1933 einsetzenden „Säuberungen“ 22 Prozent ihres Lehrkörpers. Davon betroffen waren insbesondere jüdische Hochschulangehörige. Rektoren in diesem Zeitraum waren 1933 Wilhelm von Möllendorff (15. bis 20. April), Martin Heidegger (21. April 1933 bis 27. April 1934), 1934 Eduard Kern, 1936 Friedrich Metz, 1938 Otto Mangold und 1940 Wilhelm Süss. Zweifelhafte Berühmtheit erlangte die Rektoratsrede des damaligen Rektors Heidegger zum Thema Die Selbstbehauptung der deutschen Universität am 27. Mai 1933, die von vielen als öffentliche Bejahung des nationalsozialistischen Regimes verstanden wurde. Bei einem Brand des Universitätshauptgebäudes (heute Kollegiengebäude I) am 10. Juli 1934 wurden zahlreiche Institute und die Aula im obersten Stockwerk sowie die zwei Ateliers des Malers Julius Bissier und viele seiner Arbeiten vernichtet. Beim Wiederaufbau 1936 wurde das Gebäude aufgestockt und die Universitätsführung ließ an der Fassade über dem Eingang die Inschrift „Dem ewigen Deutschtum“ anbringen. Ursprünglich war die Inschrift golden ausgemalt, die Franzosen ließen sie nach Kriegsende jedoch auskratzen.

### Die Nachkriegszeit
Nach ihrer kriegsbedingten Schließung wurde die Universität wenige Monate nach dem Ende des Zweiten Weltkrieges unter Sigurd Janssen wiedereröffnet. Die im Krieg schwer getroffene Hochschule musste zunächst unter provisorischen Bedingungen arbeiten. In der Nachkriegszeit gab es zahlreiche Erweiterungen und Neubauten; besonders im sogenannten Institutsviertel entstanden Gebäude der naturwissenschaftlichen Fakultäten.
Seit Gründung der Universität und ihrem ersten Rektor Matthäus Hummel 1460 war es über 500 Jahre bis 1965 und Hans-Heinrich Jescheck üblich, dass Rektoren ihr Amt genau ein Jahr lang innehatten. Dies änderte sich mit Helmut Baitsch, der von 1965 bis 1968 als Rektor amtierte. Die Entwicklung eines mehrjährigen Rektorats mündete schließlich in eine 13-jährigen Amtszeit Wolfgang Jägers von 1995 bis 2008. Die längeren Amtszeiten führten zu einer verstärkten Identifikation der Hochschule mit dem Rektor als Vertreter der Universität nach außen.
Im Jahr 2007 feierte die Universität mit zahlreichen wissenschaftlichen und populären Veranstaltungen ihr 550-jähriges Bestehen.
Die Zahl der Studierenden ist in den letzten Jahrzehnten stark gestiegen. Im Jahre 1961 hatte die Hochschule 10.000 Studierende, 1980 hatte sich die Zahl auf 20.000 verdoppelt. Zu Beginn des Wintersemesters 2016/2017 waren mehr als 25.150 Studierende eingeschrieben.

### Entwicklung seit 2000
Zu Beginn des 21. Jahrhunderts arbeiten etwa 430 Professoren, 2950 wissenschaftliche sowie 8400 nichtwissenschaftliche Angestellte an der Universität, was sie zu einem der bedeutendsten Arbeitgeber in Freiburg und Südbaden macht.
In den Ranglisten deutscher Medien (Zeit, Focus, Spiegel usw.) erreichen die Fachbereiche Biologie, Jura, Medizin, Geschichte, Germanistik, Anglistik und Erziehungswissenschaften immer wieder Spitzenplätze, was zu hohen Bewerberzahlen führt.
Zum Sommersemester 2007 wurden in Baden-Württemberg für das Erststudium Studiengebühren in Höhe von 500 Euro pro Semester eingeführt. Freiburg hatte sich in den Jahren davor zu einem Zentrum des Protestes gegen diese Gebühren entwickelt. Höhepunkt der Proteste war 2005 die Besetzung des Rektorats durch Studenten im Rahmen des „Freiburger Frühlings“.
Im Januar 2006 wurde die Universität im Rahmen der Ersten Exzellenzinitiative des Bundesministeriums für Bildung und Forschung in die engere Auswahl von zehn deutschen Universitäten zur Förderung von Zukunftskonzepten zu universitärer Spitzenforschung aufgenommen. Als beste baden-württembergische Hochschule konnte sich die Universität Freiburg zunächst mit einer Graduiertenschule qualifizieren. Die Spemann Graduiertenschule für Biologie und Medizin (SBGM) wird seit dem 1. November 2006 gefördert und basiert auf der Zusammenarbeit mit etablierten Ausbildungsprogrammen in Forschung und Lehre: auf vier Graduiertenkollegs (GRKs), einer Internationalen „Max Planck Research School“ (IMPRS), vier Sonderforschungsbereichen und dem „Bernstein Center for Computational Neurosciences“ (BCCN), die durch einen hohen Forschungsstandard und weltweit führende Wissenschaftler ausgewiesen sind.
Im Januar 2007 wurde die Universität bei der Exzellenzinitiative von Bund und Ländern wiederum in die engere Auswahl von deutschen Universitäten aufgenommen, welche die Möglichkeit hatten, in der dritten Förderlinie („Zukunftskonzept“) erfolgreich zu sein und den Titel einer „Exzellenzuniversität“ zu erhalten. Am 19. Oktober wurde die Aufnahme der Universität Freiburg als eine von insgesamt neun Exzellenzunis in Deutschland bestätigt. Gefördert wurden das Zukunftskonzept sowie der Exzellenzcluster „Zentrum für Biologische Signalstudien“ (bioss), das erstmals die Methoden der synthetischen Biologie mit biologischen Signalstudien verbindet und die Ausbildung einer neuen Generation von Bioingenieuren ermöglicht, sowie die bereits 2006 bewilligte Spemann Graduiertenschule für Biologie und Medizin (SBGM).
Im Oktober 2009 zeichnete der Stifterverband für die Deutsche Wissenschaft die Universität Freiburg im Wettbewerb „Exzellente Lehre“ aus.
Am 15. Juni 2012 verlor die Universität ihren Elite-Status wieder, da sie sich im Rahmen der Zweiten Exzellenzinitiative nicht gegen die Mitbewerber durchsetzen konnte. Der bioss-Exzellenzcluster und die Graduiertenschule blieben allerdings erhalten, und der neue Cluster BrainLinks – BrainTools kam hinzu.
Der Theatersaal der Alten Uni an der Bertoldstraße wurde zu einem Literaturhaus umgebaut. Nun dürfen Studenten dort auch weiterhin an Wochenenden Theater spielen.
Seit Mai 2017 zählt das Institut auch zu den innovativsten Universitäten in Europa. Es belegt Platz 24 von 100.
Am 27. Mai 2020 wurde Kerstin Krieglstein als erste Frau in der Geschichte der Universität zur Rektorin gewählt. Zum 1. Oktober 2020 trat sie die Stelle an.

### Kollegiengebäude II

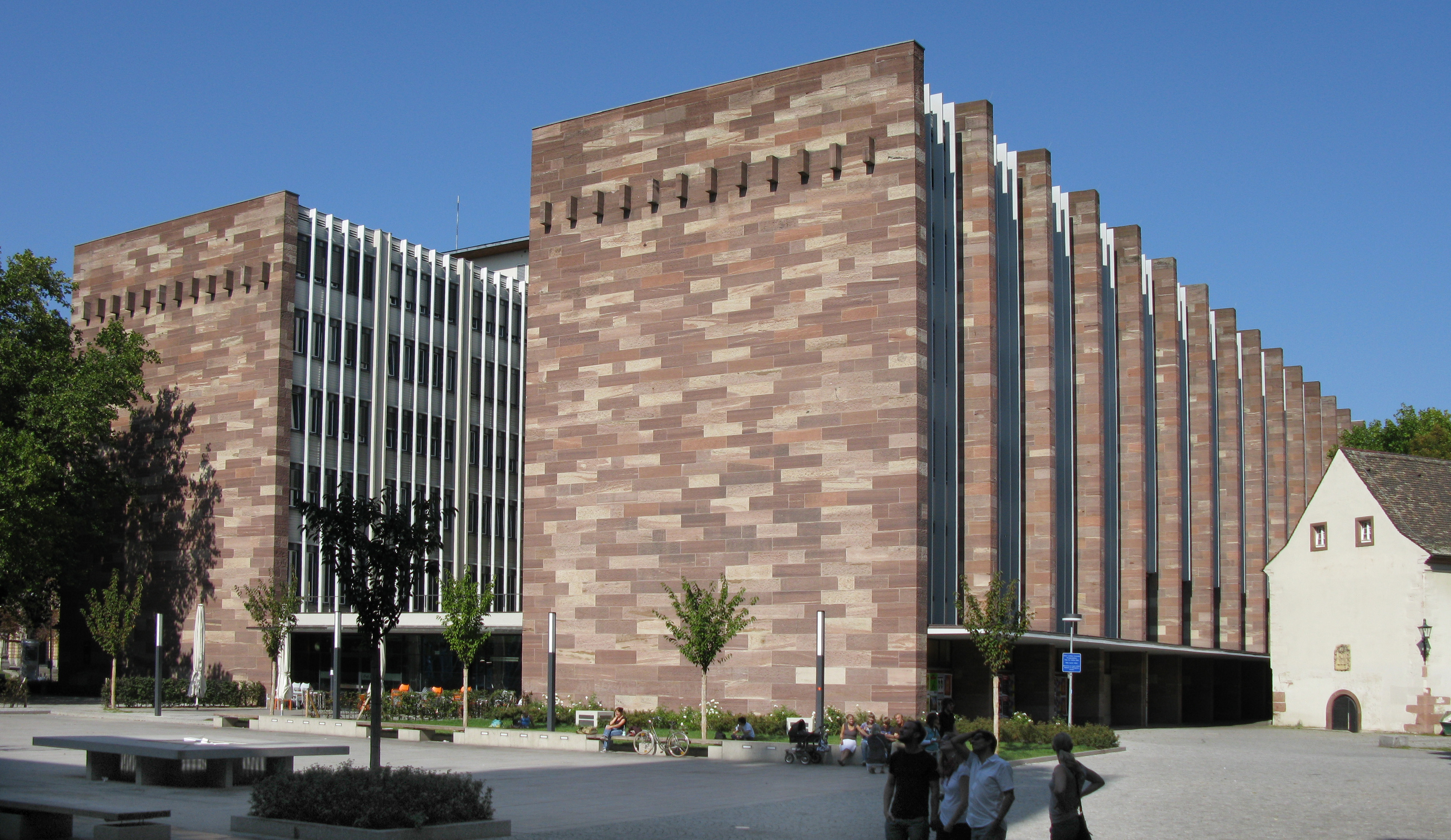
Kollegiengebäude II der Universität Freiburg (Rechtswissenschaften, VWL und Auditorium maximum)

2019 sollte die Sanierung des Kollegiengebäudes II beginnen und drei Jahre dauern. Mit mehr als 70 Millionen Euro wird das Vorhaben teurer als der Neubau der Universitätsbibliothek. Nur das Stahlskelett des denkmalgeschützten Gebäudes samt den Fenstern, die 2010 über das damalige Konjunkturpaket der Bundesregierung finanziert wurden, bleibt stehen. Im Sommer 2020 sollte die Sanierung beginnen und bis 2025 dauern, wobei das äußere Erscheinungsbild erhalten bleibt.
Im Sommer 2021 begannen die Bauarbeiten mit dem Aufbau eines Portalkranes auf dem Platz der Alten Synagoge. Bis Februar 2026 sollen die Arbeiten abgeschlossen sein, für die jetzt 102 Millionen Euro veranschlagt wurden, fast doppelt so viel wie für den Bau der Universitätsbibliothek. Im Februar 2022 begannen die Entkernungsarbeiten des denkmalgeschützten Kollegiengebäudes II.

## Fakultäten

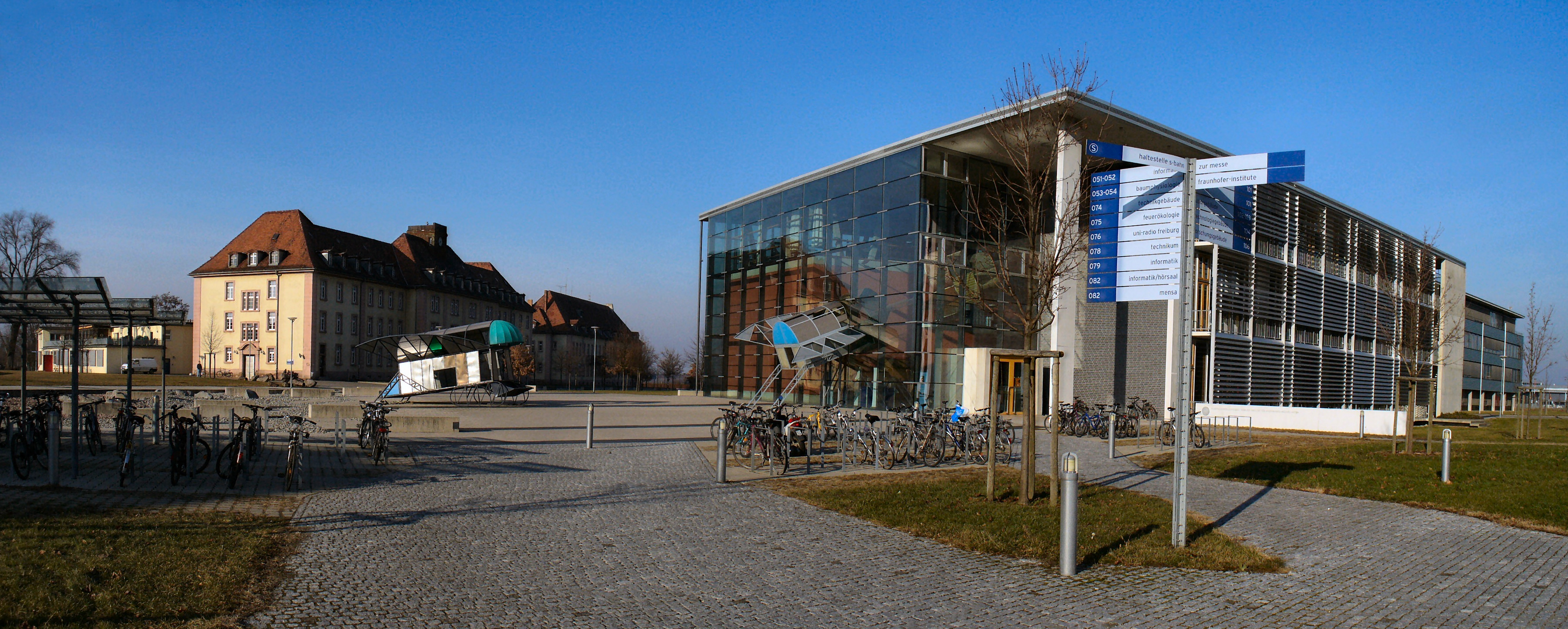
Technische Fakultät

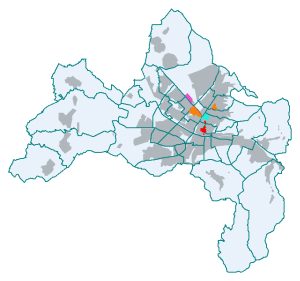
Standorte der Albert-Ludwigs-Universität im Freiburger Stadtgebiet (rot: Geistes- und Sozialwissenschaften, blau: Mathematik, vorklinische Medizin und Naturwissenschaften, orange: Uni-Kliniken, violett: Technische Fakultät)

1969 wurde die lange gültige Einteilung in 14 (ab 1994: 15) Fakultäten eingeführt, 2002 wurde deren Zahl auf elf reduziert:
- Biologie mit
  - Botanischem Garten
- Chemie und Pharmazie
- Medizin mit
  - Universitätsklinikum Freiburg
- Mathematik und Physik
- Philologische Fakultät
- Philosophische Fakultät
- Rechtswissenschaft
- Technische Fakultät, bestehend aus
  - Institut für Informatik (IIF)
  - Institut für Mikrosystemtechnik (IMTEK)
  - Institut für Nachhaltige Technische Systeme (INATECH)
- Theologie
- Umwelt und Natürliche Ressourcen
- Wirtschafts- und Verhaltenswissenschaften

Zu den Zentralen Einrichtungen der Universität zählt beispielsweise das 1989 vom Land Baden-Württemberg gegründete Frankreich-Zentrum, das „die vielfältige Frankreichforschung der Albert-Ludwigs-Universität Freiburg“ bündelt und „die deutsch-französischen Beziehungen im kulturellen, wissenschaftlichen und wirtschaftlichen Bereich“ fördert.

## Studiengänge
Zu den größten zulassungsbeschränkten Studiengängen bezogen auf die Studienplätze pro Jahr bei Hauptfachstudierenden gehören Stand 2025 die Studiengänge Rechtswissenschaft (360) und Medizin (337) sowie die Bachelorstudiengänge Biologie (150), Umweltnaturwissenschaften (105) und Psychologie (100).

## Akademische Reputation
- Im chinesischen Academic Ranking of World Universities der Shanghai Jiao Tong University aus dem Jahr 2024 rangierte Freiburg national auf dem 5. Platz sowie international in den Plätzen 101–150.[61]
- Im britischen Times Higher Education World University Ranking aus dem Jahr 2025 rangierte Freiburg national auf dem 10. Platz sowie international auf Platz 128.[62]
- Im britischen QS World University Rankings aus dem Jahr 2025 rangierte Freiburg national auf dem 10. Platz sowie international auf Platz 212.[63]
- Im US-amerikanischen Global Universities Ranking des U.S. News & World Report aus dem Jahr 2025 rangierte Freiburg national auf dem 11. Platz sowie international auf Platz 210.[64]

## Universitätsbibliothek
Die Universitätsbibliothek Freiburg erfüllt die Aufgaben einer Hochschulbibliothek, die die Angehörigen der Universität sowie die der Katholischen Hochschule, der Evangelischen Hochschule, der Pädagogischen Hochschule und der Musikhochschule Freiburg mit Literatur und Informationen versorgt, aber auch allen interessierten Bürgern offensteht.

## Universitätsarchiv

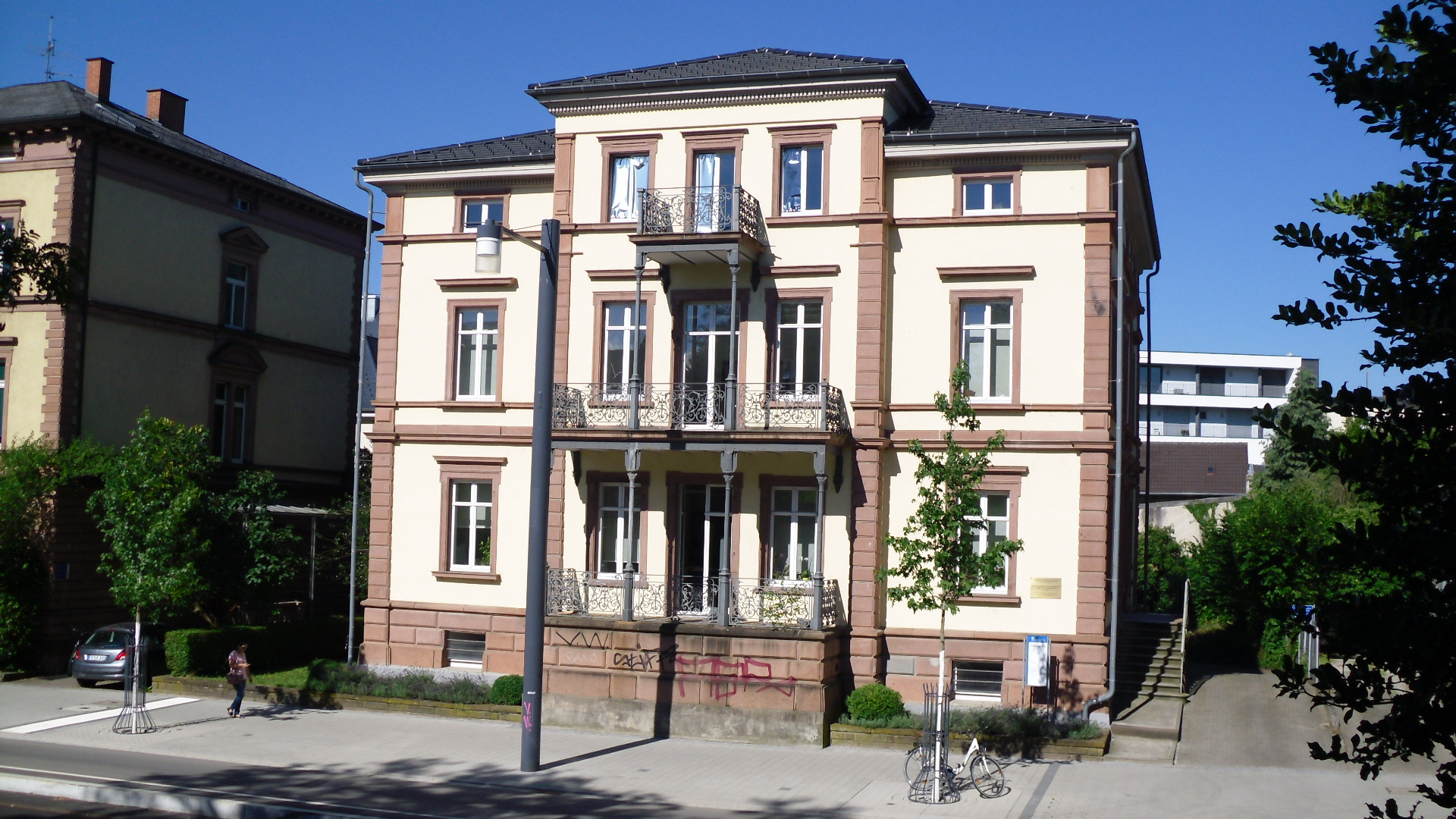
Das heutige Universitätsarchiv in der Werthmannstraße

Das Universitätsarchiv wurde erstmals 1462 erwähnt. Im Jahr 1899 wurden die Archivalien einer Archivkommission aus Ordinarien übergeben. In dieser Zeit wurden die Altbestände nach dem in Baden üblichen Pertinenzprinzip aufgestellt. Nach dem Universitätsjubiläum 1957, übernahm ein Senatsbeauftragter im Nebenamt die Bestände. Mit dem Landesarchivgesetz wurde 1991 ein Archiv nach fachlichen Gesichtspunkten eingerichtet, das seitdem von Facharchivaren betreut wird.

## Campus
Die Universitätseinrichtungen sind im Wesentlichen auf sechs Standorte in der Stadt verteilt: Die Geistes- und Sozialwissenschaften sowie die Rechtswissenschaften sind in der Innenstadt angesiedelt. Die Naturwissenschaften sowie die Mathematik haben einen eigenen Campus (das sogenannte Institutsviertel im Stadtteil Neuburg), rund fünf Gehminuten nördlich des Altstadtrings. Weiter nördlich liegt das „Biologicum“ mit Biologischen Instituten, bioss und dem Botanischen Garten. Die Technische Fakultät befindet sich am Rand des Flugplatzgeländes im Westen der Stadt. Das Universitätsklinikum Freiburg bildet einen weitläufigen Komplex, ebenfalls im westlichen Stadtgebiet mit Dependance im Stadtteil Herdern. Im Osten an der Dreisam liegen die Sportanlagen mit dem Universitätsstadion.

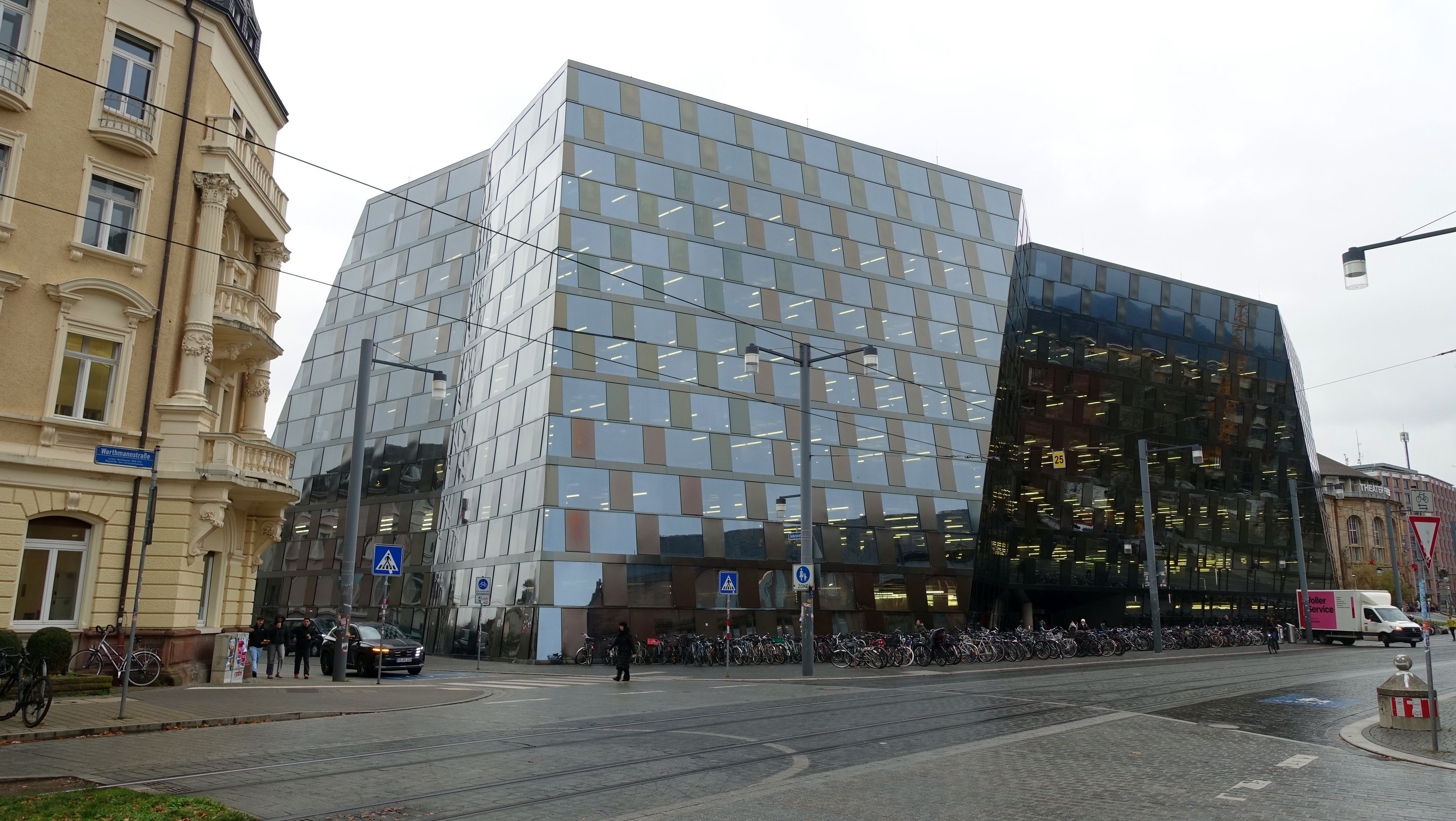
Zentrum – Universitätsbibliothek (2024)
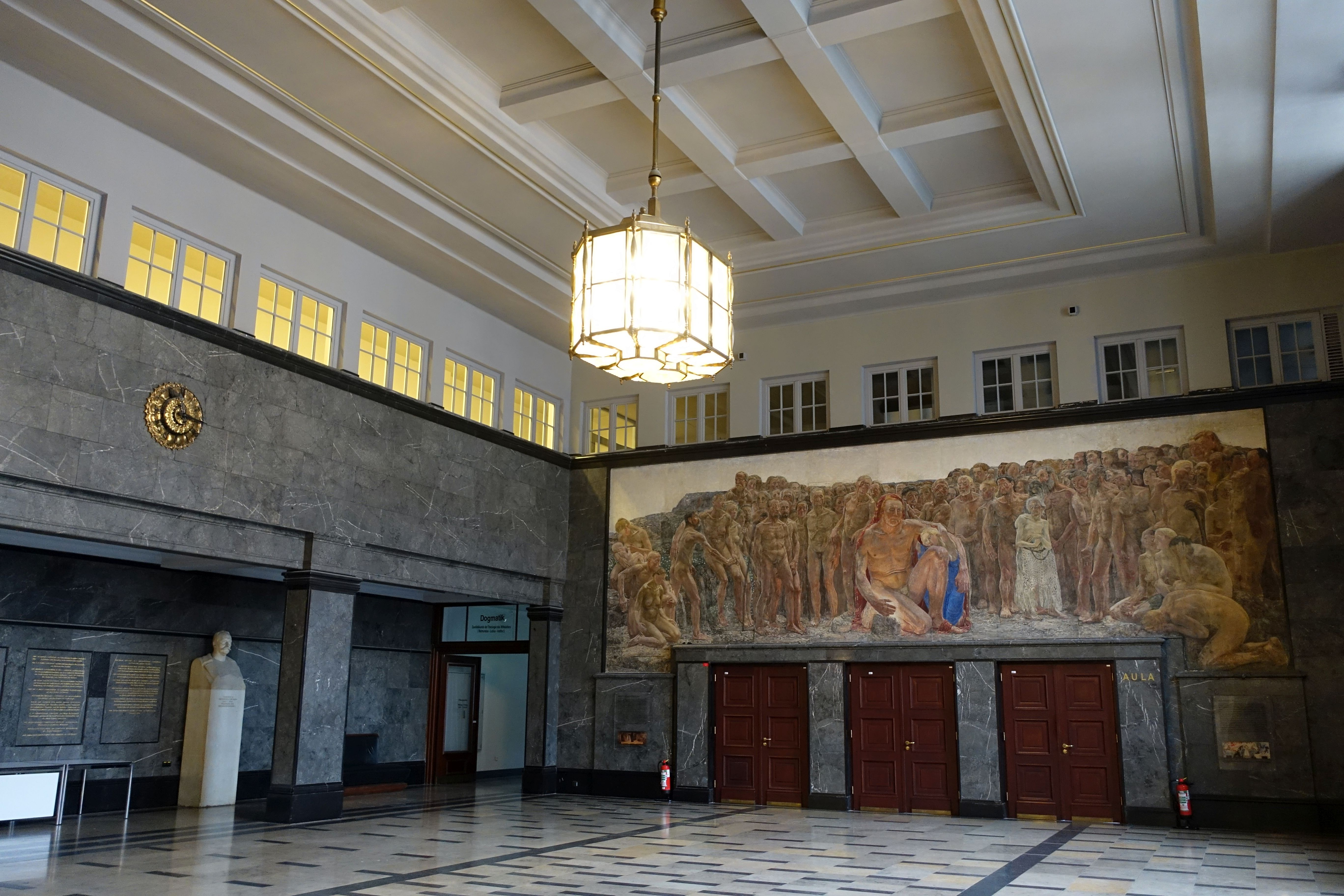
Zentrum – Aula im KG1 mit Prometheus-Fresko von Bühler 1912
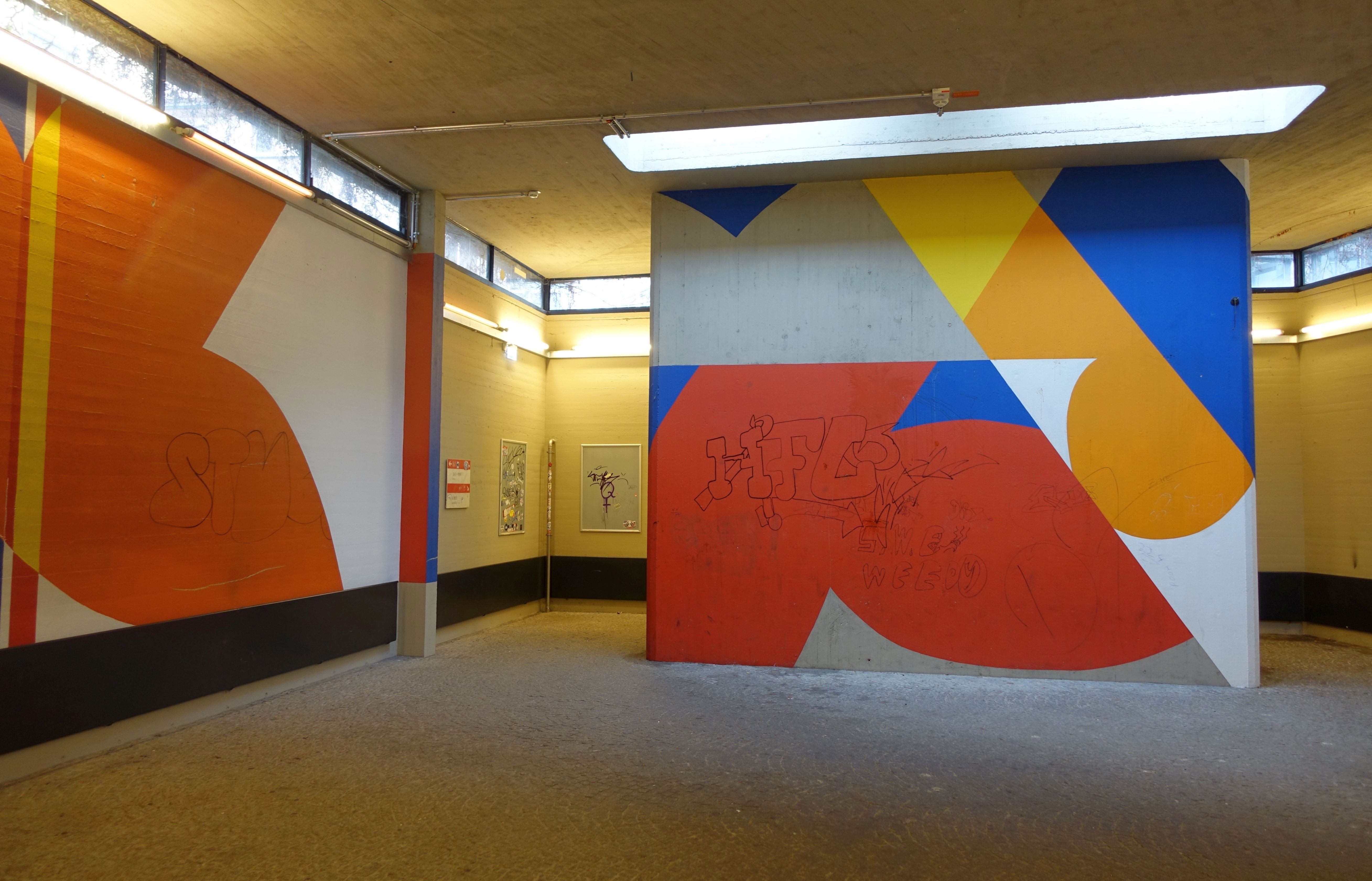
Zentrum – Foyer der Hörsäle im KG3
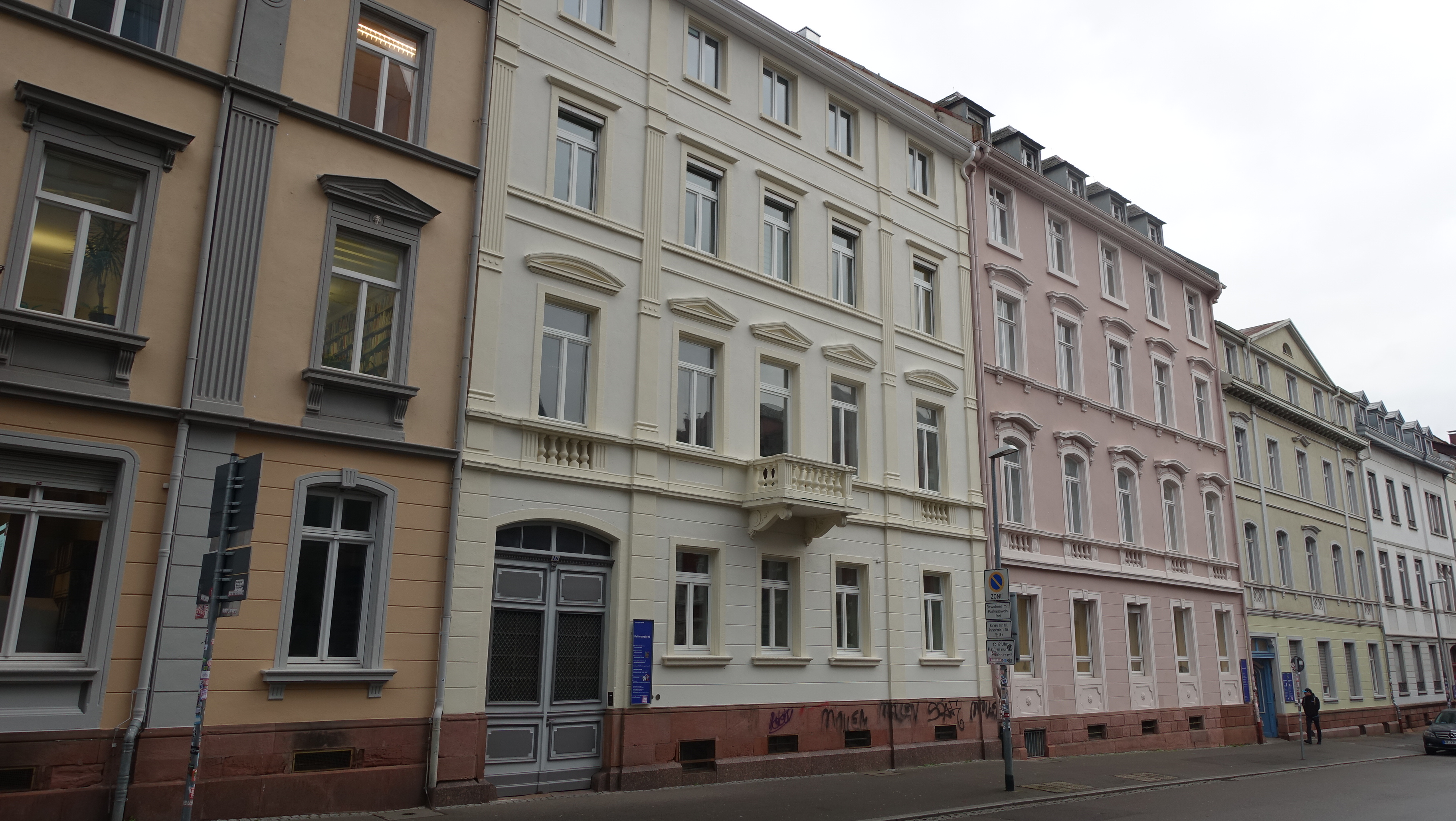
Zentrum – Institutshäuser Belfortstraße
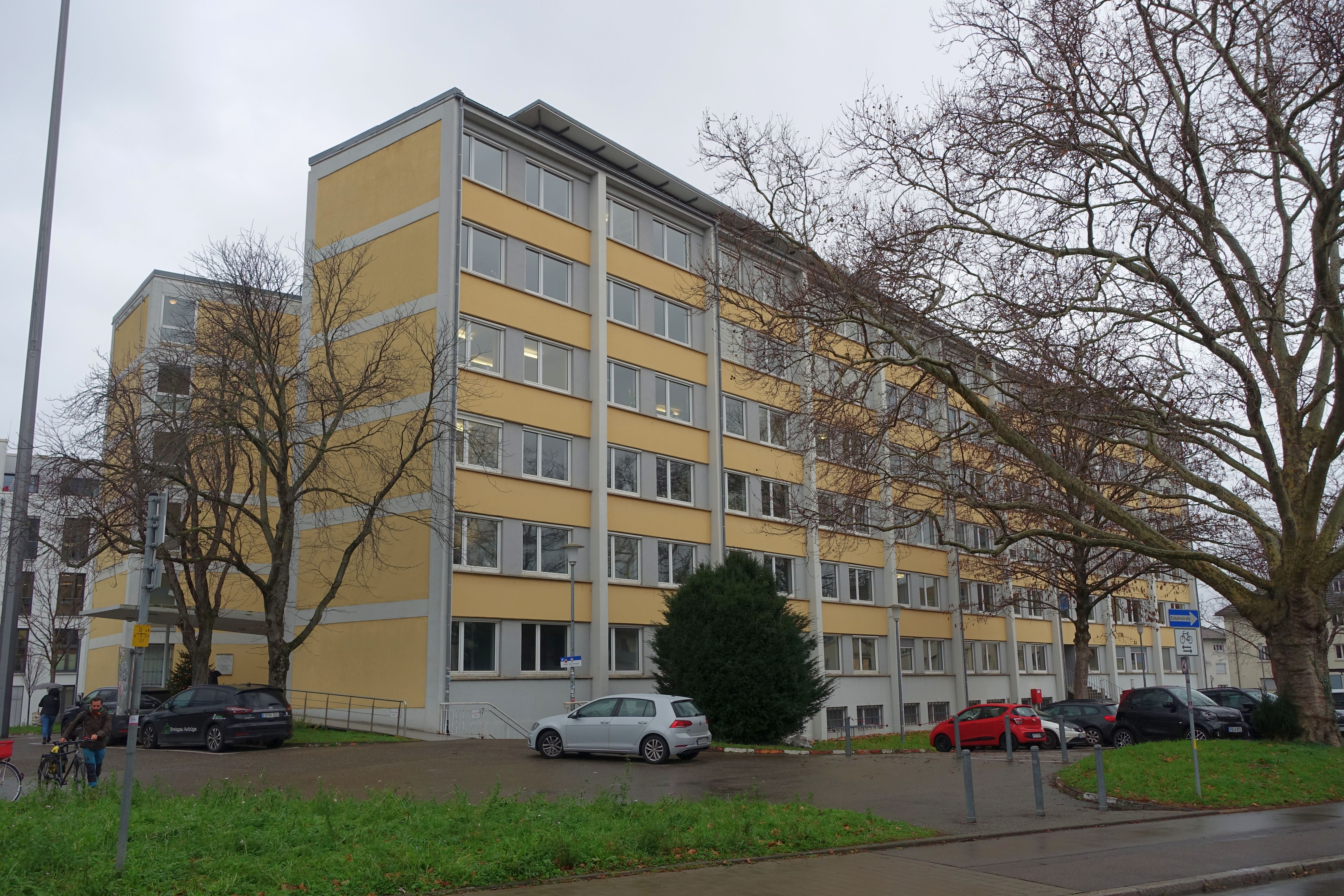
Institutsviertel – Rektorat
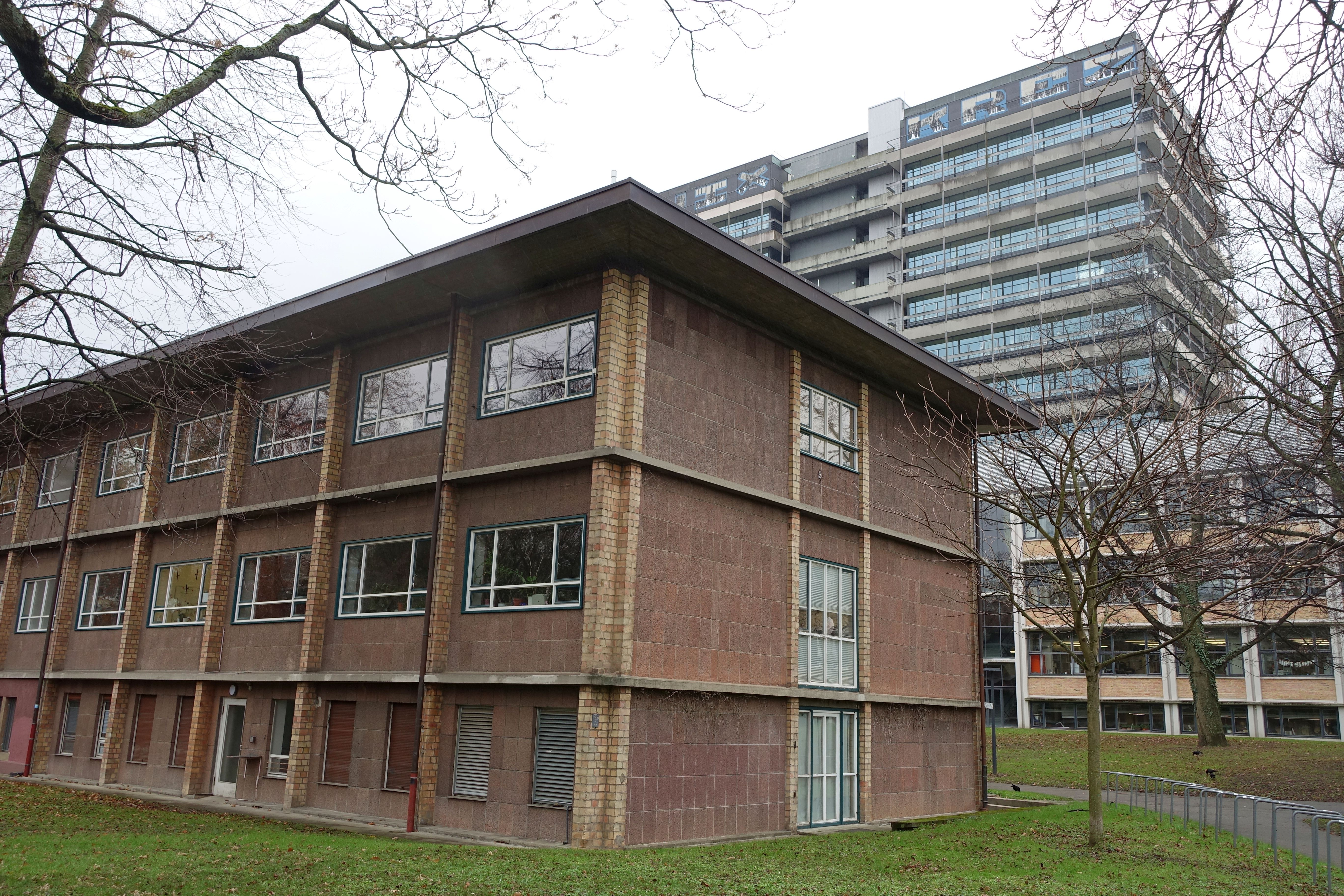
Institutsviertel – Chemische Institute
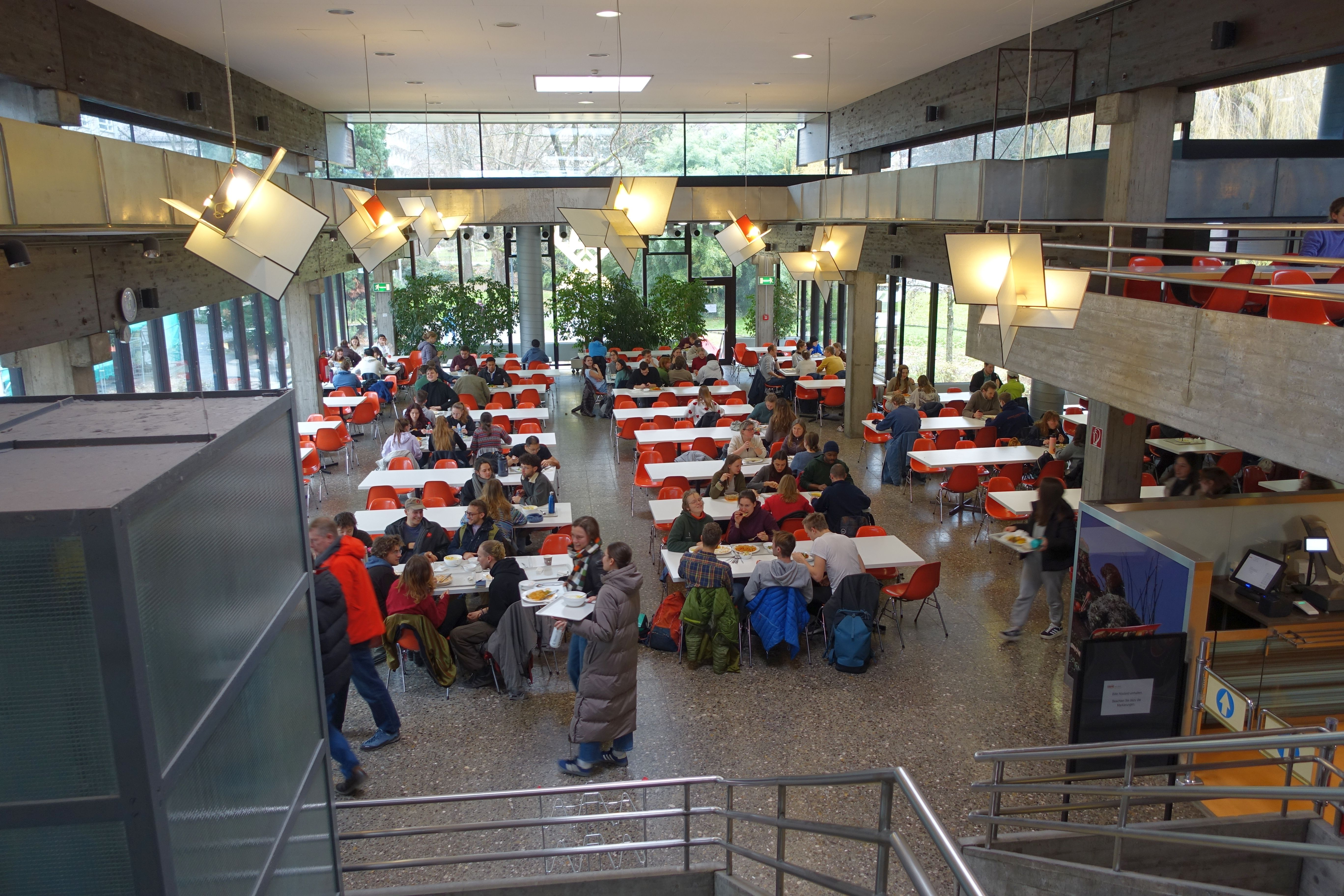
Institutsviertel – Mensa
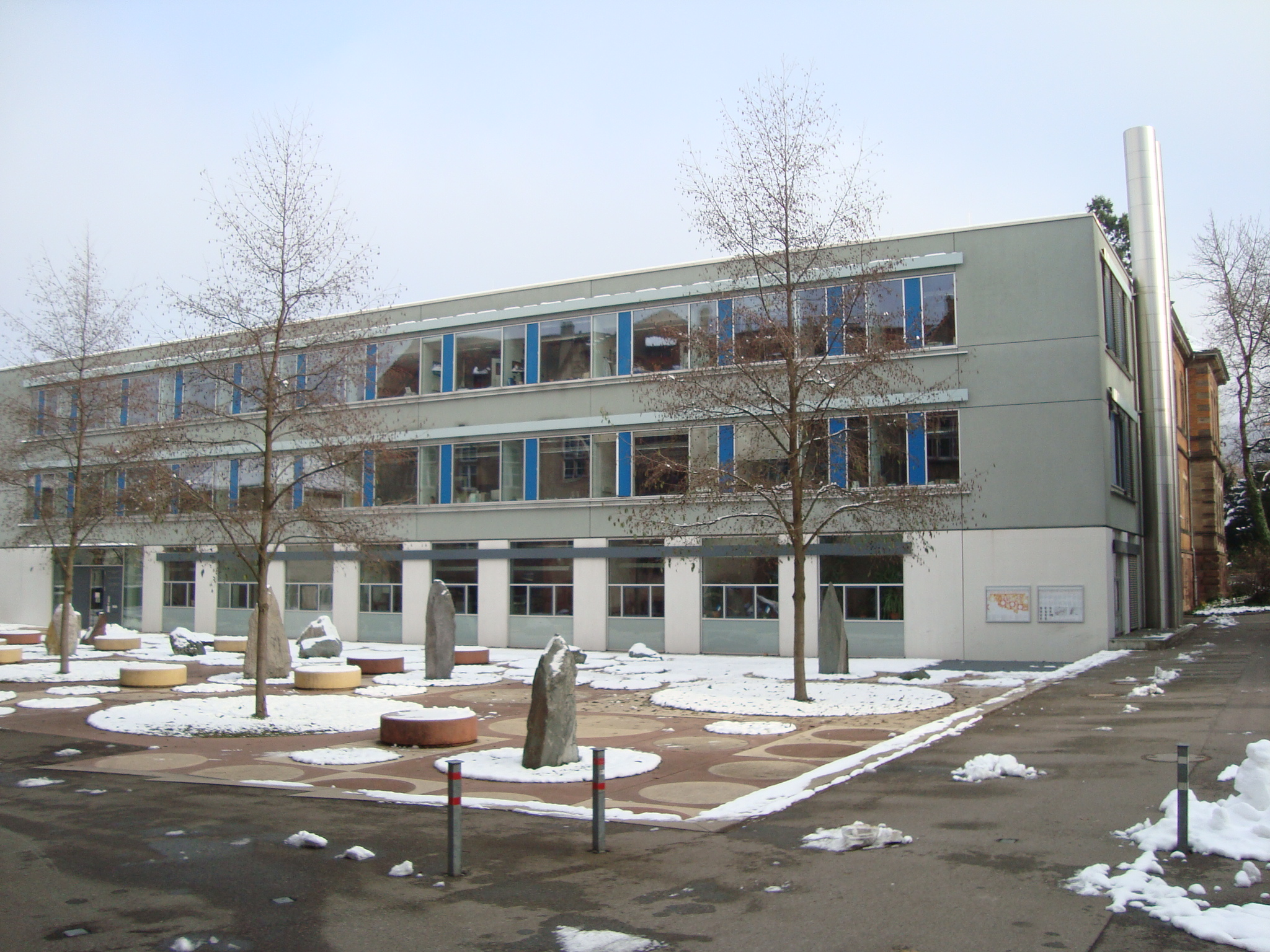
Institutsviertel – Mineralogie
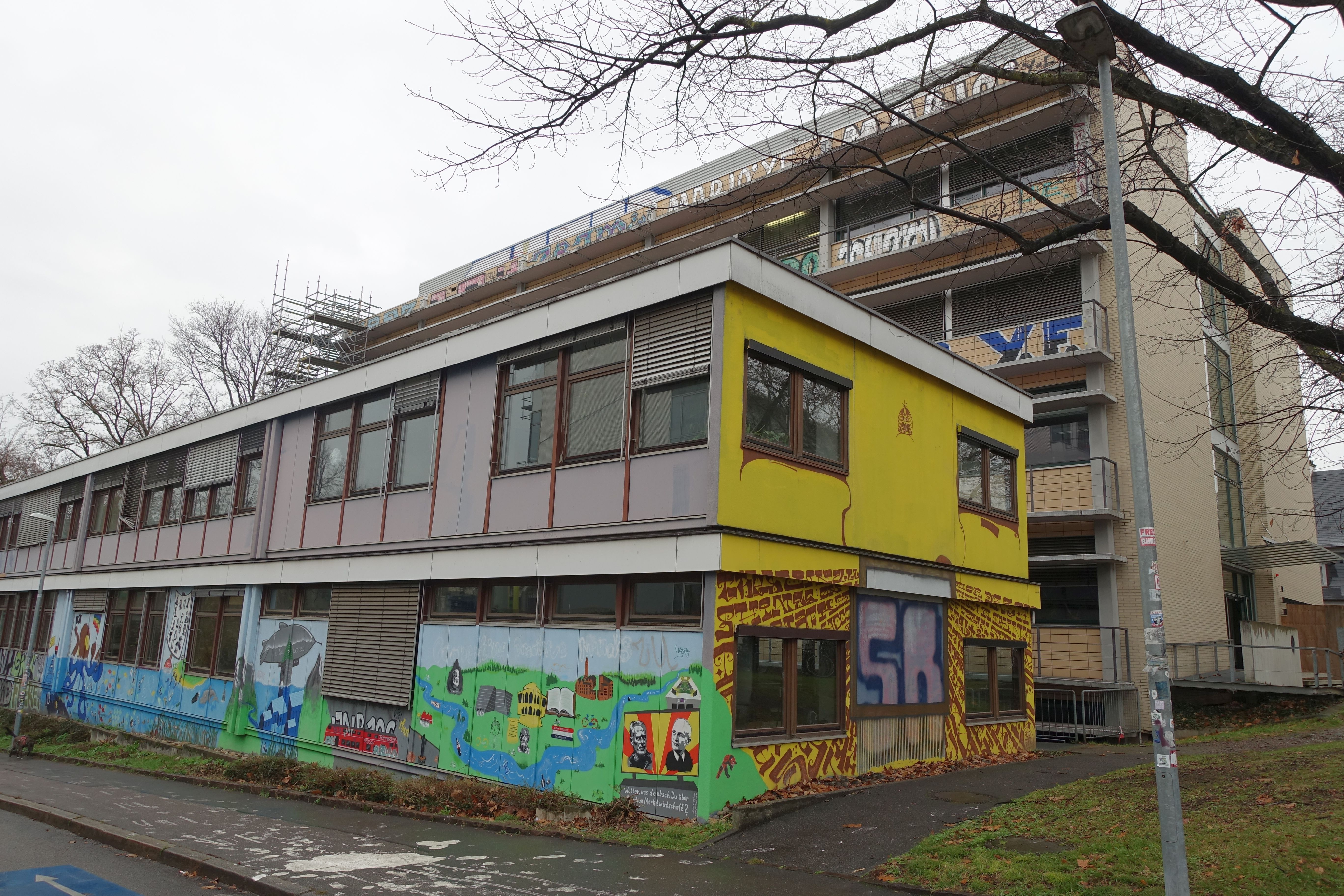
Institutsviertel – Staudinger Haus
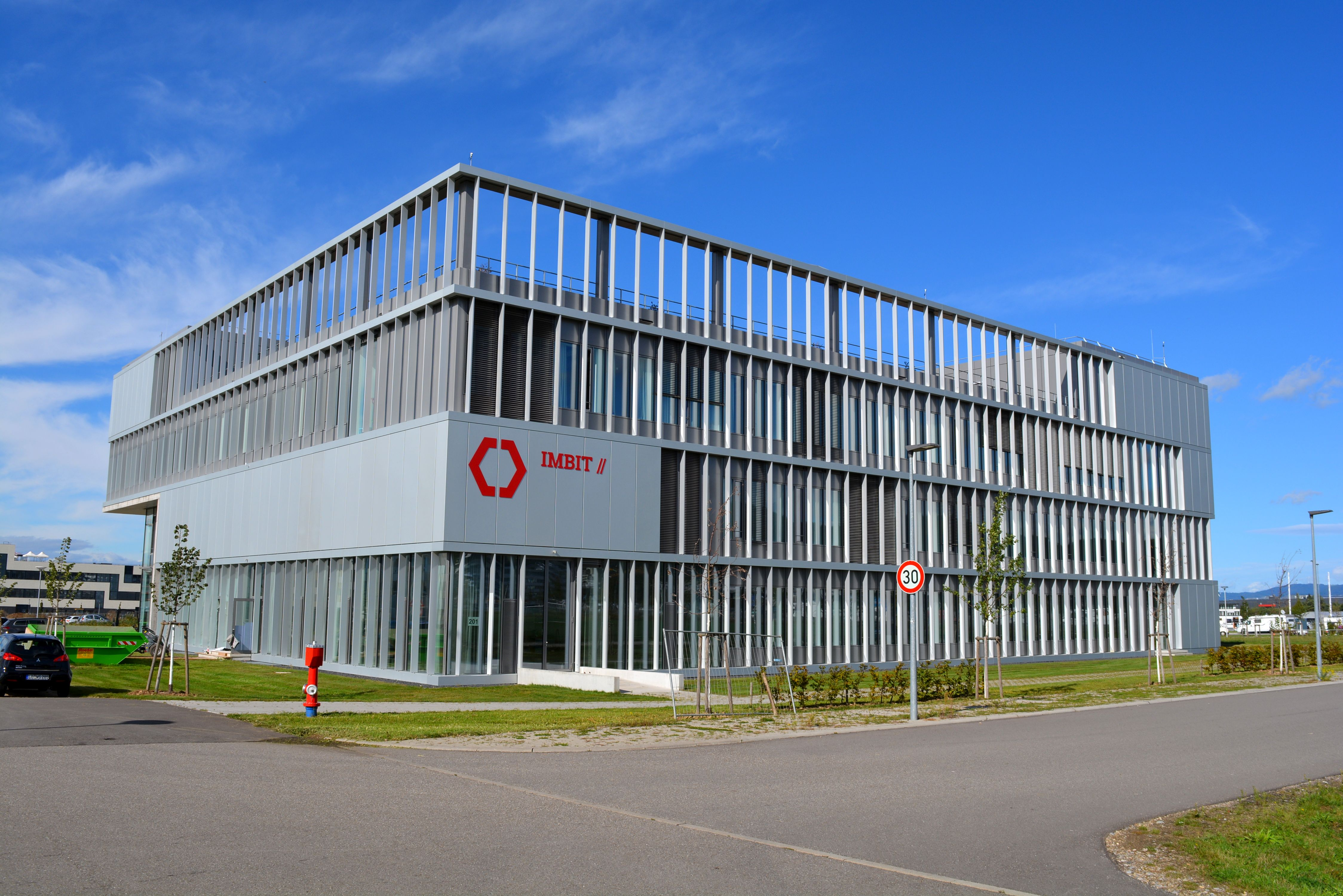
Techn. Fakultät – Neubau IMBIT
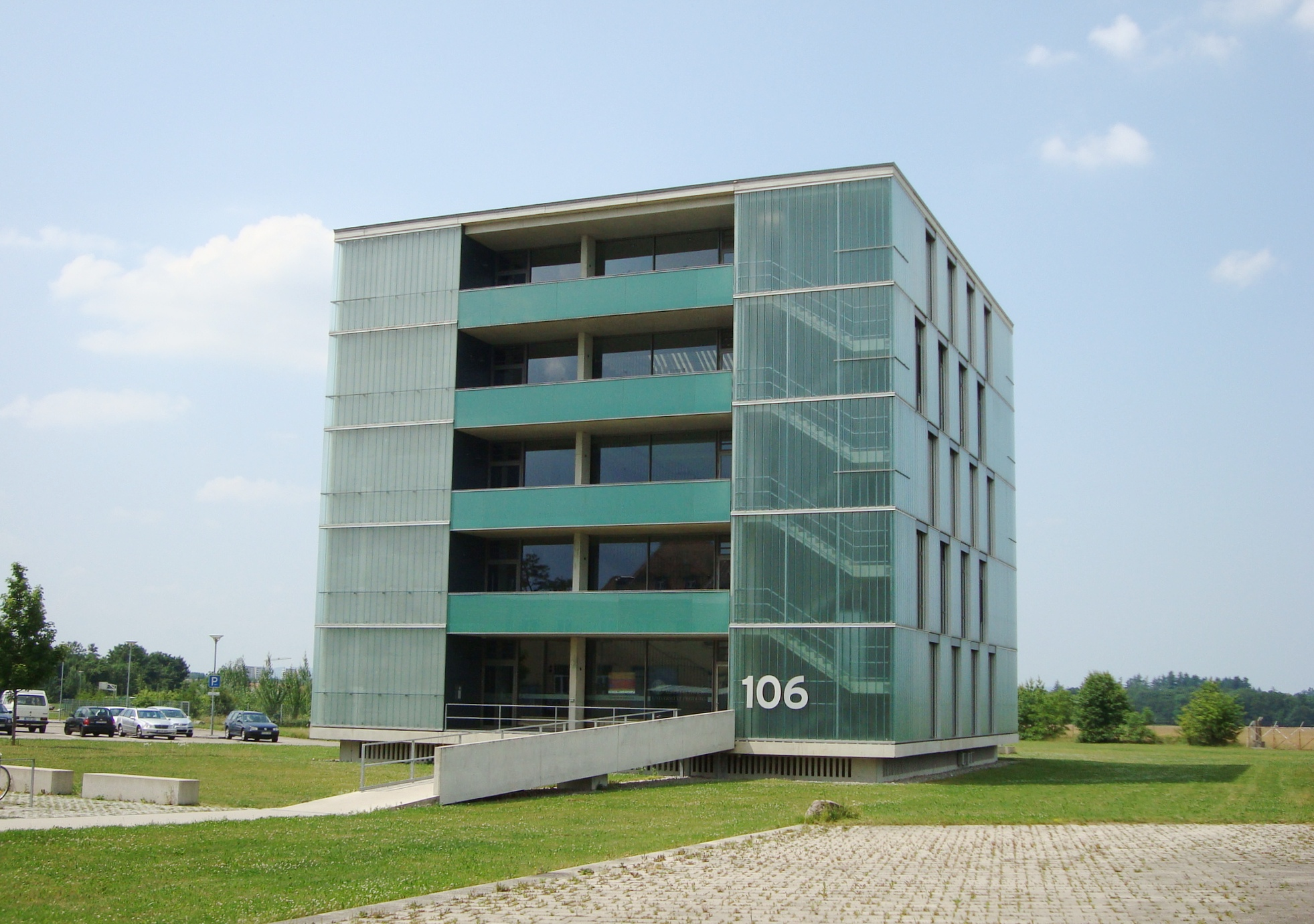
Techn. Fakultät – Forschungsgebäude 106
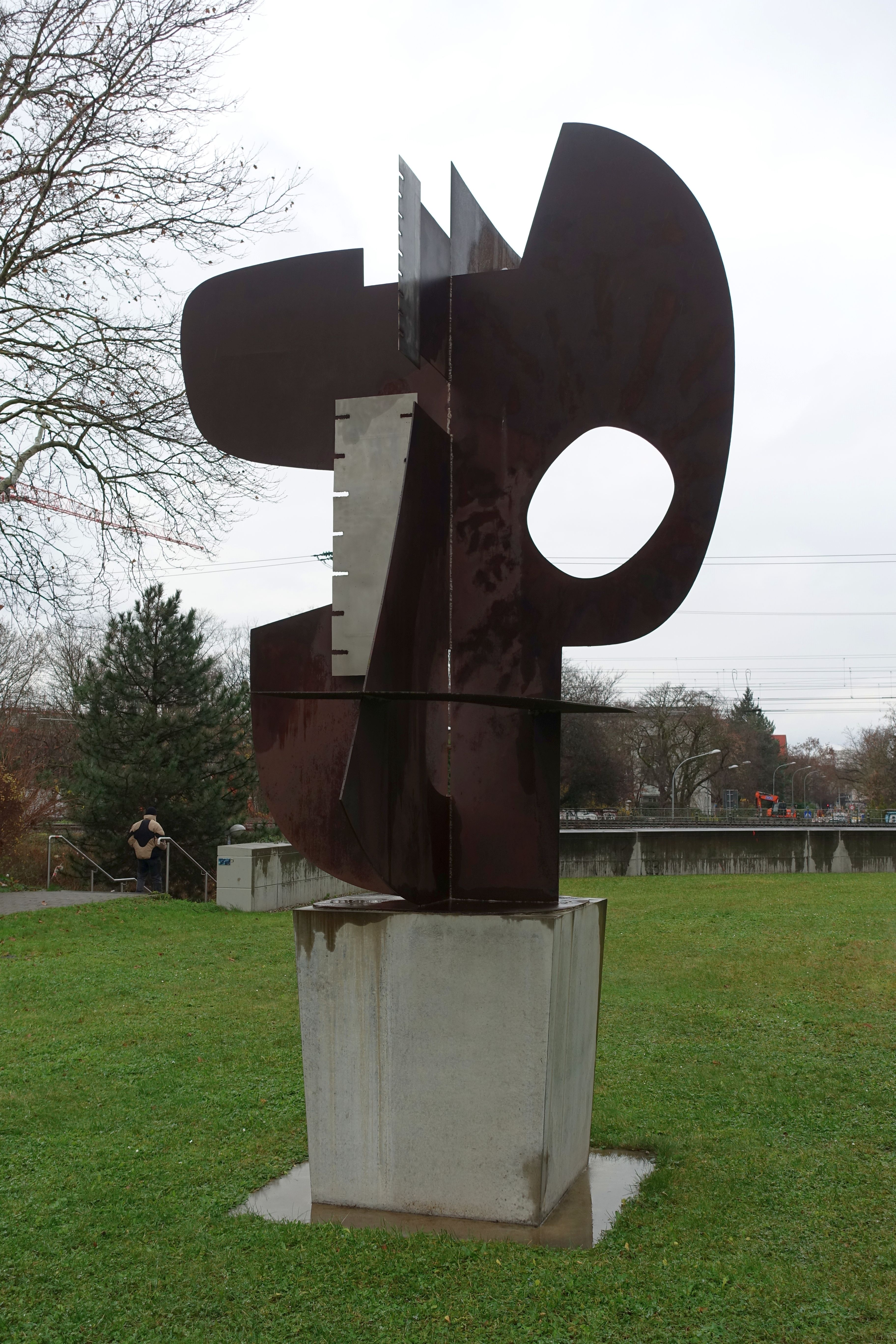
Kunst am Bau – Fritz König, Bronzeplastik (1971)
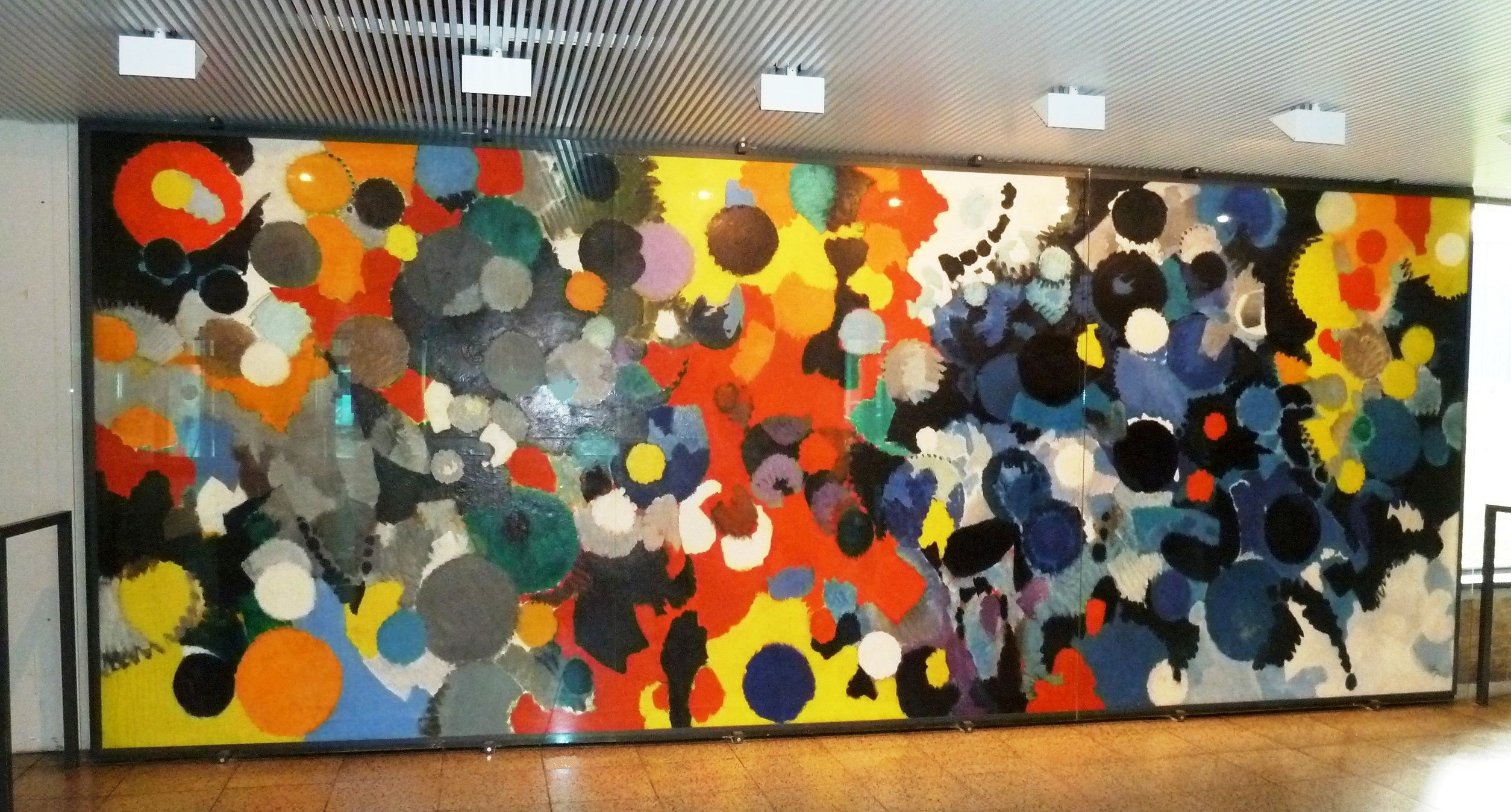
Kunst am Bau – E.-W. Nay, "Freiburger Bild" (1955)
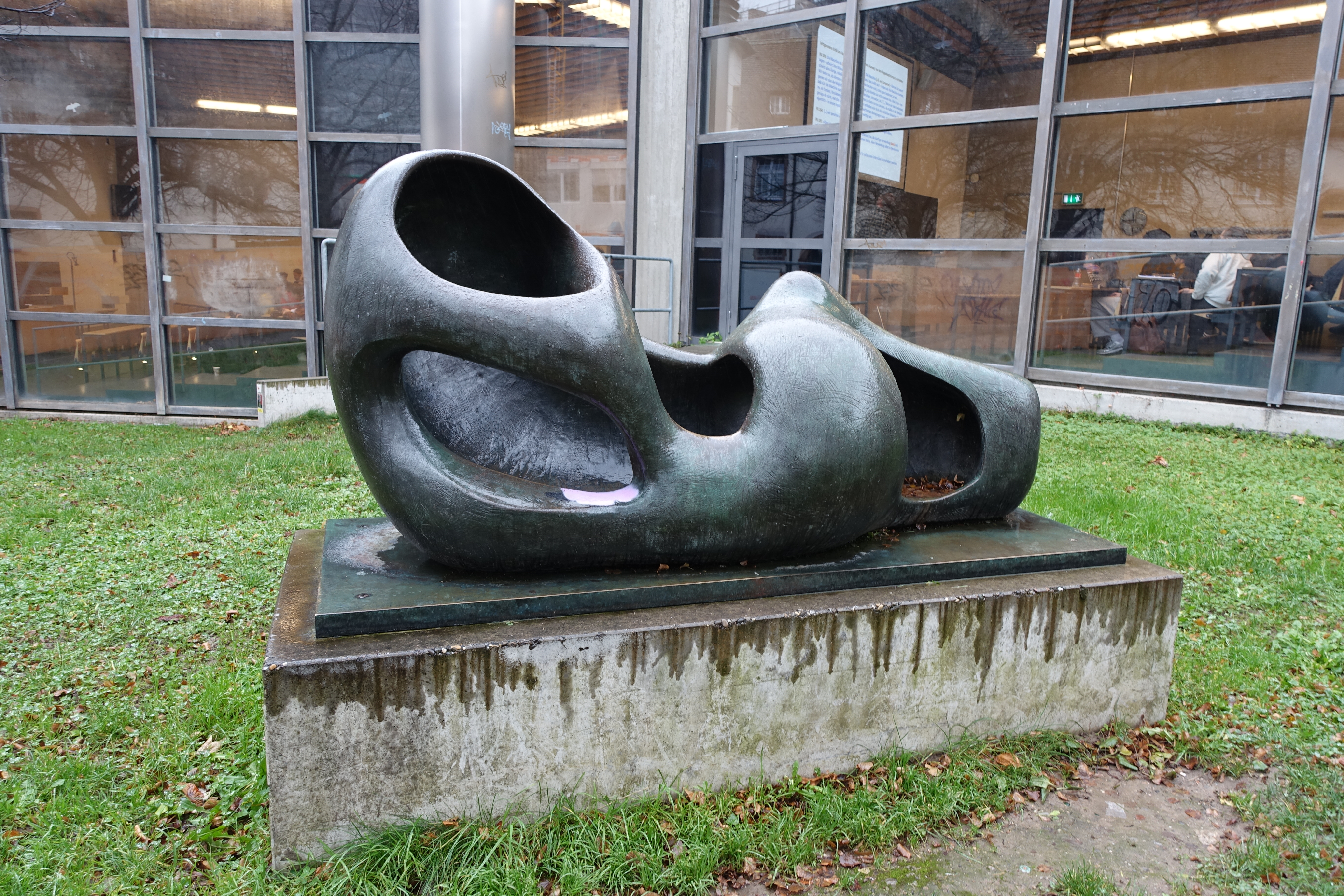
Kunst am Bau – Henry Moore, Bronzeplastik (1960)
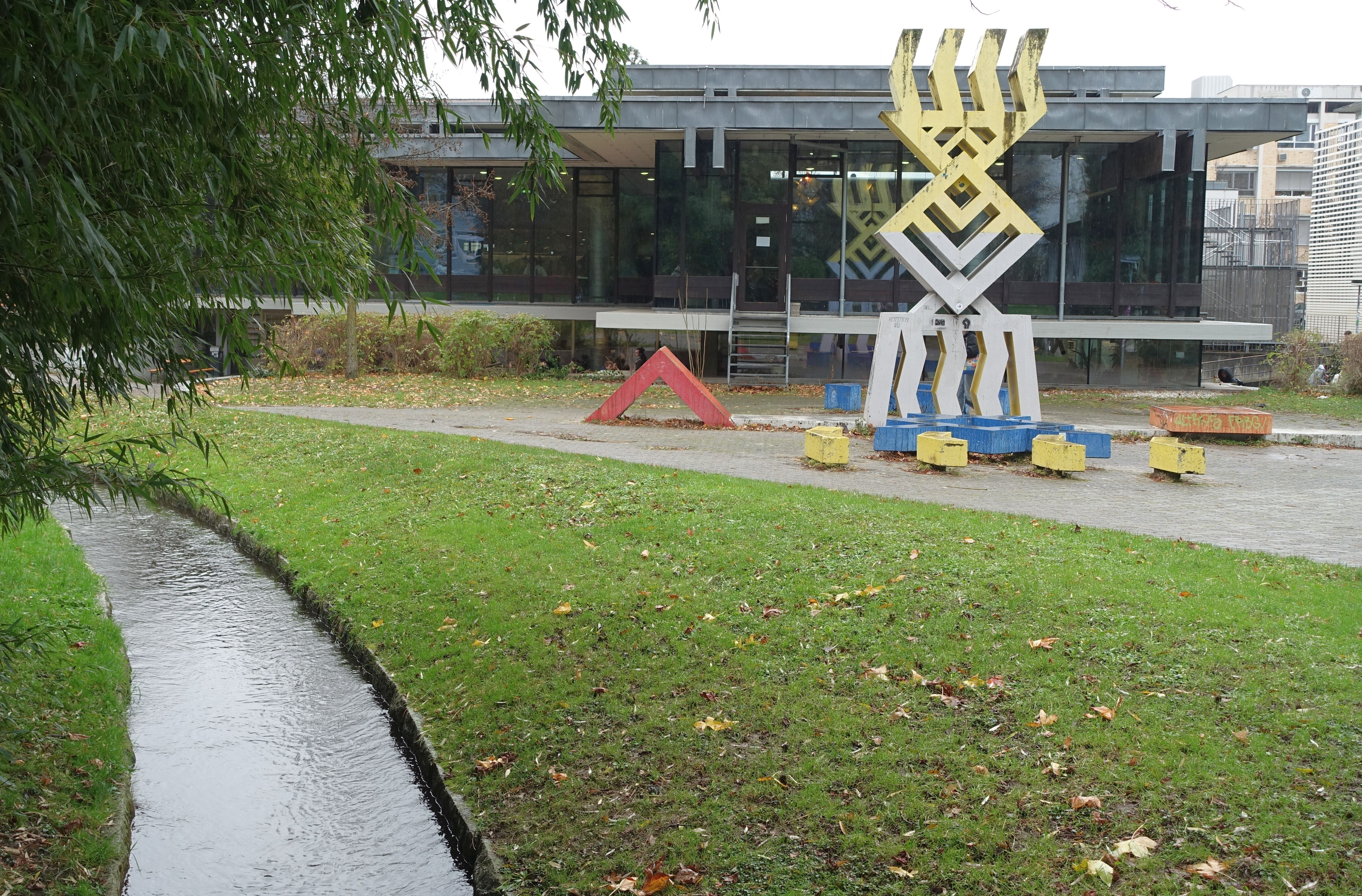
Kunst am Bau – O.-H. Hajek, Freiplastik (1971)
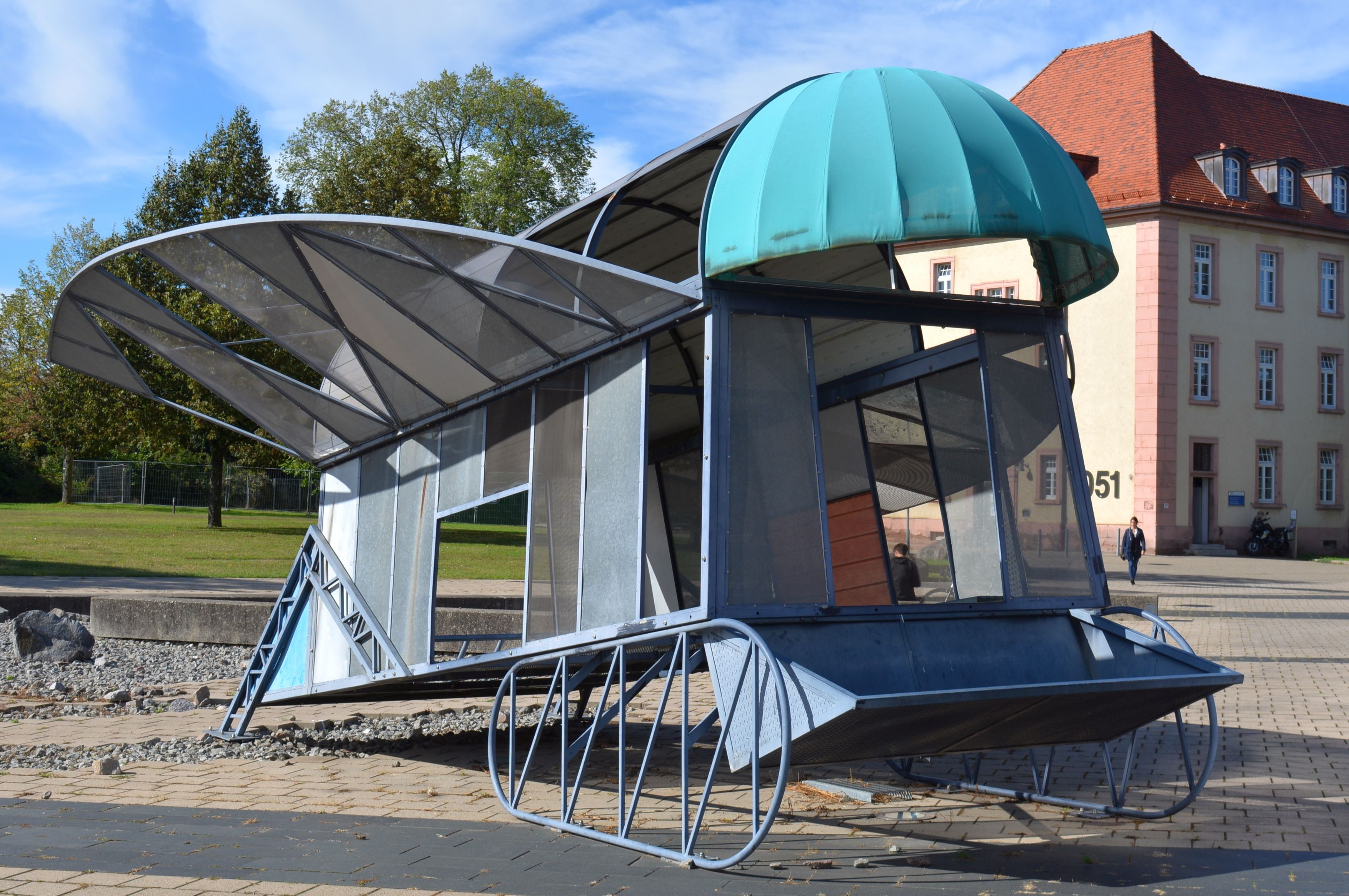
Kunst am Bau – D. Oppenheim, "Jump and Twist" (1999)

## University College Freiburg (UCF)

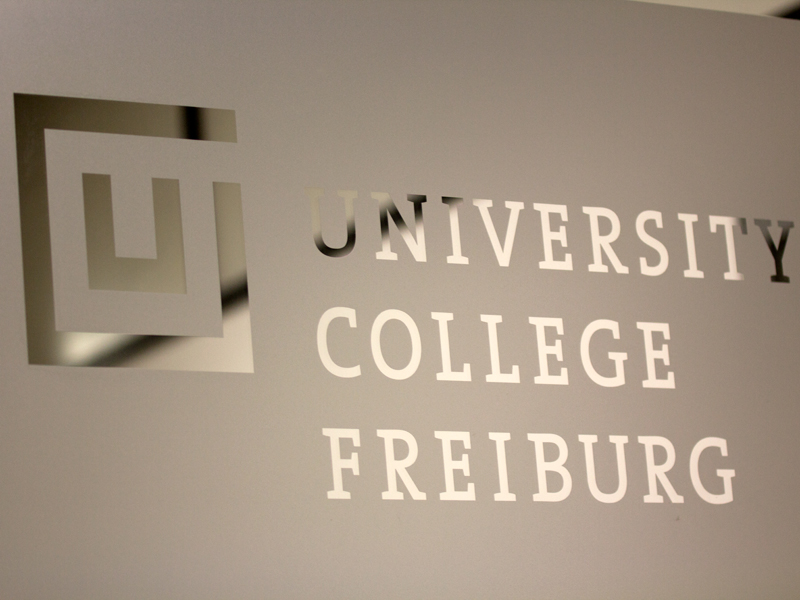
Logo am Eingang des University College Freiburg

Das University College Freiburg ist die zentrale Einrichtung zur Förderung und Administration von internationalen und interdisziplinären Lehraktivitäten. Es ergänzt und unterstützt dabei die Arbeit der Fakultäten in diesem Bereich, dient als Labor für innovative Lehransätze und Instructional Design und beinhaltet Projekte wie den vierjährigen Bachelor-Studiengang Liberal Arts and Sciences (LAS). Dieses Programm ist das erste grundständige, fächerübergreifende Studienangebot der Universität Freiburg in englischer Sprache und in dieser Form einzigartig in Deutschland. Er wird seit dem Wintersemester 2012 angeboten.

## Zentrum für Schlüsselqualifikationen (ZfS)
Das ZfS gehört zur Abteilung Bildungstransfer im Geschäftsbereich des Prorektors für Studium und Lehre und stellt mit einem Programm von etwa 360 Lehrveranstaltungen eine der den fünf größten Lehreinheiten der Universität Freiburg dar. Das praxisorientierte Lehrangebot wird von mehr als 250 Experten aus Wirtschaft, Wissenschaft und Gesellschaft umgesetzt und durch die Qualitätskommission des ZfS verantwortet. Das Lehrangebot des ZfS ergänzt das fachwissenschaftliche Studium der Studierenden durch Angebote zum Erwerb und zur Förderung von Schlüsselkompetenzen und bietet Einblicke in unterschiedliche, übergreifende Berufsfelder. Studierende können am ZfS Lehrveranstaltungen in der Vorlesungszeit wie auch in der vorlesungsfreien Zeit besuchen.

## uniCross
uniCross ist eine crossmediale Plattform für Studierende der Universität Freiburg. Als Portal für Campus–Medien informieren die studentischen Redaktionen in Bild, Ton und Text die Studenten über Themen der Universität, des Campus und alles was Studierende betrifft, interessiert und bewegt. Studierende können sich zudem regelmäßig durch einen Newsletter über aktuelle Themen des Magazins informieren lassen. Gleichzeitig haben sie die Möglichkeit, sich in den Redaktionen von „uniTV“, „uniFM“ und der des „uniONLINE“ Magazins unter Anleitung professioneller Journalisten zu engagieren und so einen Einblick in journalistisches Arbeiten zu gewinnen.

## aka-Filmclub
Der 1957 gegründete Akademische Filmclub e. V. an der Albert-Ludwigs-Universität Freiburg (genannt aka-Filmclub) ist eines der ältesten Unikinos Deutschlands und wird von Studierenden ehrenamtlich betrieben. Pro Semester organisiert der aka-Filmclub etwa 40 Vorstellungen, darunter Stummfilmkonzerte, Filmgespräche und Filmpartys. Zum Wintersemester 2019/2020 zog der Filmclub mit seinen Vorführungen vom Hörsaal 2006 im KG II in den Großen Hörsaal der Biologie um, denn in den folgenden Jahren wird das KG II saniert. Das Programm des Filmclubs, dessen Fokus auf kuratierten Filmreihen liegt, wurde mehrfach mit dem Kinopreis des Kinematheksverbundes ausgezeichnet.

## Persönlichkeiten

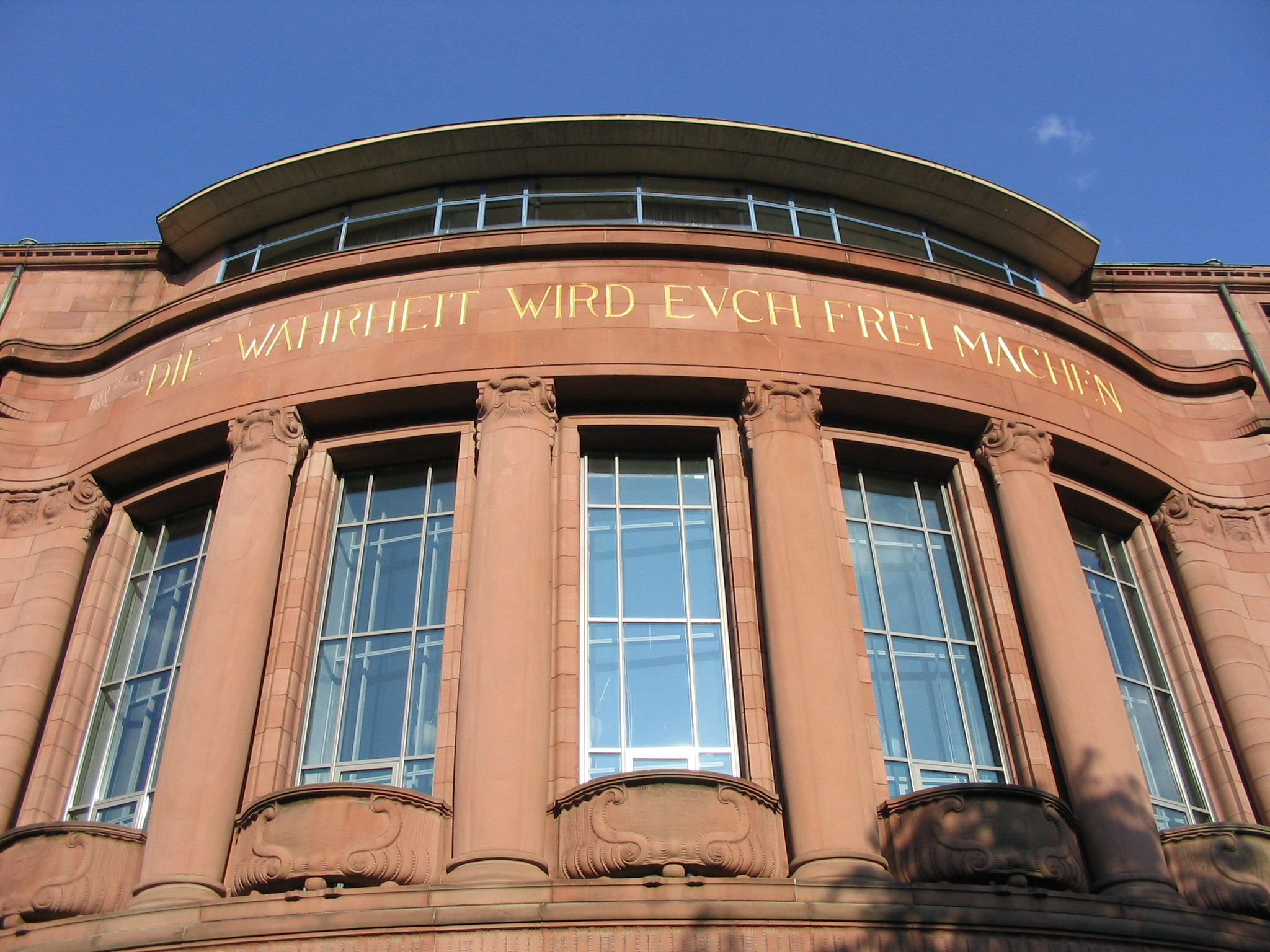
Aula der Universität mit Universitätsdevise nach

13 akademischen Mitarbeitern wurde der Gottfried-Wilhelm-Leibniz-Preis verliehen. Zehn Nobelpreisträger lehrten an der Universität Freiburg, davon fünf Chemiker, zwei Biologen, zwei Mediziner und ein Wirtschaftswissenschaftler.

## Partneruniversitäten
Die Albert-Ludwigs-Universität pflegt Partnerschaften mit mehreren Hochschulen im Ausland. Als „Schlüsselpartner“ gelten die Université de Strasbourg, die Penn State University, die Universität Nagoya und die Universität Nanjing.
Ein weiterer Partner ist die Universität Isfahan im Iran. Sie geriet 2016 in die Kritik, als deren Islamischer Studentenverband einen Holocaust-Karikaturenwettbewerb ausschrieb. Die Karikaturen sollten „das falsche Szenario des Holocaust entlarven“, wie es in der Ankündigung, über der ein judenfeindliches Plakat prangte, hieß. Rektor Hans-Jochen Schiewer warnte vor der Gefahr, den „jahrelang aufgebauten vertrauensvollen Dialog“ zwischen den beiden Universitäten „nachhaltig zu beschädigen“, und forderte seinen Isfahaner Kollegen in dem Schreiben auf, sich „dringend von diesem, die Opfer des Naziregimes verachtenden Wettbewerb zu distanzieren“.

## Logo
| - 1457 bis 2009 - 2009 bis 2022 | - Ab 2023 |